# Летние Олимпийские игры 2008
XXIX летние Олимпийские игры (официальное название — Игры XXIX Олимпиады; англ. 2008 Summer Olympics, фр. Jeux Olympiques d'été de 2008, кит. 2008年夏季奥林匹克运动会,) проходили в Пекине, столице КНР, с 8 по 24 августа 2008 года. Некоторые соревнования проходили также в Гонконге, Тяньцзине, Циндао, Циньхуандао, Шанхае и Шэньяне. Талисман игр — Дети удачи. Китай стал третьей азиатской страной, принявшей у себя летние Игры после Японии, принимавшей Игры 1964 года в Токио и Южной Кореи, принимавшей Игры 1988 года в Сеуле.

## Выбор города
| Выборы столицы XXIX летних Олимпийских игр | Выборы столицы XXIX летних Олимпийских игр | Выборы столицы XXIX летних Олимпийских игр | Выборы столицы XXIX летних Олимпийских игр |
| ------------------------------------------ | ------------------------------------------ | ------------------------------------------ | ------------------------------------------ |
| Кандидат                                   | Страна                                     | 1 тур                                      | 2 тур                                      |
| Пекин                                      | Китай                                      | 44                                         | 56                                         |
| Торонто                                    | Канада                                     | 20                                         | 22                                         |
| Париж                                      | Франция                                    | 15                                         | 18                                         |
| Стамбул                                    | Турция                                     | 17                                         | 9                                          |
| Осака                                      | Япония                                     | 6                                          | —                                          |

Пекин был избран столицей XXIX Олимпиады 13 июля 2001 года на 112-й сессии МОК в Москве, опередив по результатам голосования Торонто, Париж, Стамбул и Осаку. После первого тура голосования Пекин значительно опережал других кандидатов. Осака набрала всего 6 голосов и была исключена из списка кандидатов. Во втором туре Пекин был поддержан подавляющим большинством голосов, поэтому необходимость в последующих турах отпала. В окончательный список кандидатов, составленный в 2000 году, не вошли другие 5 городов, подававшие заявку: Бангкок (Таиланд), Каир (Египет), Гавана (Куба), Куала-Лумпур (Малайзия) и Севилья (Испания).
После победы в голосовании вице-премьер Госсовета Китая Ли Ланьцин заявил, что «победа Пекина в конкуренции за приобретение права организации Олимпиады 2008 — это признание международным сообществом общественной стабильности, социального прогресса и экономического процветания Китая». Прежде Пекин подавал заявку на проведение летних Олимпийских игр 2000 года. Голосование проходило 23 сентября 1993 года в Монте-Карло. Пекин лидировал в голосовании в первых трёх турах, но затем проиграл Сиднею в финале.

## Олимпийские объекты

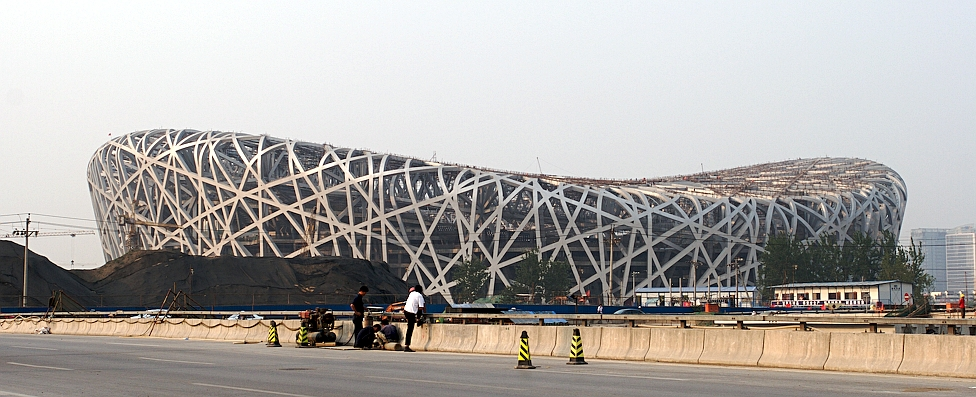
Национальный стадион (Пекин)

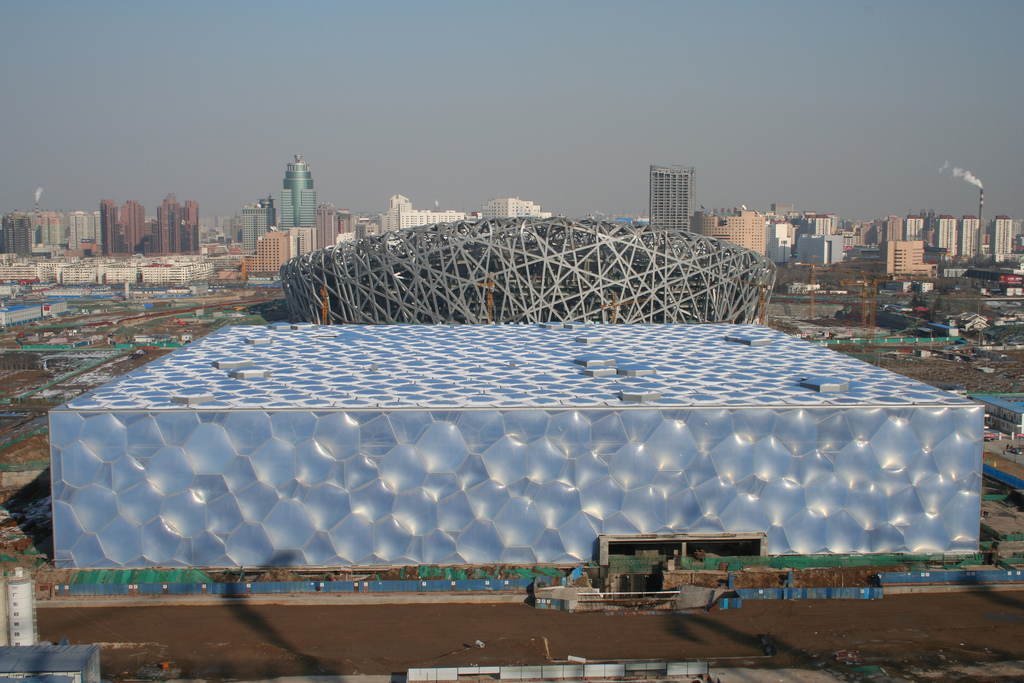
Пекинский национальный плавательный комплекс

Специально к Олимпиаде было введено в эксплуатацию 37 олимпийских объектов (31 — в Пекине и 6 — вне столицы). Все эти сооружения были полностью готовы к проведению Олимпиады 28 июня 2008 года, когда в столице Китая состоялось торжество по случаю завершения строительства пекинского национального стадиона «Птичье гнездо» (англ. Beijing National Stadium) — главной спортивной арены игр. Другие важнейшие объекты олимпийского строительства — это национальный водный центр «Водный куб» (англ. Beijing National Aquatics Centre), национальный дворец спорта (англ. Beijing National Indoor Stadium), Олимпийский баскетбольный стадион (англ. Beijing Olympic Basketball Gymnasium), Олимпийский парк (англ. Olympic Green), Олимпийский конгресс-центр (англ. Olympic Green Convention Centre). Из 31 объекта в Пекине, 12 были построены заново, 11 реконструированы, а остальные — это временные конструкции, которые были убраны после завершения Олимпиады.
Строительство всех пекинских олимпийских объектов было начато к маю 2007 года. Китайское правительство также проинвестировало реконструкцию и сооружение 59 тренировочных баз и площадок.

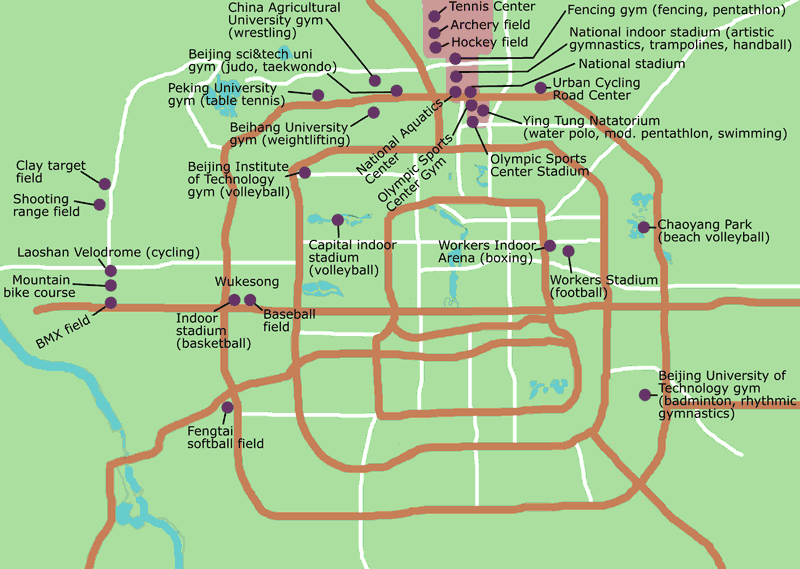
Карта спортивных объектов в Пекине

### Транспорт
В преддверии Олимпиады система пекинского метрополитена была значительно расширена. Её пассажироёмкость по сравнению с первоначальной увеличилась более чем в два раза. Изначально она состояла из 4 линий и 64 станций. Было построено дополнительно 3 линии и более 80 новых станций, а также прямое сообщение с пекинским аэропортом. В самом аэропорту создана линия автоматического мини-метро длиной 2 километра для перевозки пассажиров между терминалами, до 4100 человек в час в каждом направлении.
В марте 2004 года организаторы Олимпиады приняли решение о строительстве третьего терминала международного аэропорта в Пекине. Строительство завершилось 29 февраля 2008 года, а общая площадь терминала составила около миллиона квадратных метров, что сделало пекинский международный аэропорт «Шоуду» одним из крупнейших аэропортов в мире. Для обеспечения безопасного передвижения примерно трёх миллионов иностранных и местных гостей соревнований в августе 2008 года в аэропорту была задействована пятиуровневая система оповещения об экстремальных погодных условиях и угрозах безопасности.
К соревнованиям в китайской столице было организовано 38 маршрутов общественного транспорта, которые обеспечивали сообщение между олимпийскими объектами. На этих маршрутах курсировало 2500 автобусов и 4500 мини-автобусов, управляемых 8000 водителями.
1 августа 2008 года, после двухлетней реконструкции, был открыт Пекинский Северный железнодорожный вокзал. В этот же день была запущена междугородная железная дорога, соединившая Пекин и другой олимпийский город — Тяньцзинь. Движение по ней осуществляется на самом быстром в своём классе поезде со скоростью 350 км/ч.
Спортсмены, гости Олимпиады и журналисты передвигались по Пекину на 5000 автомобилей концерна Фольксваген, с низким уровнем потребления топлива и выбросов в атмосферу.
С 20 июля по 20 сентября 2008 года в Пекине введены ограничения на выезд личного автотранспорта на дороги города: по чётным дням выезд разрешён только машинам с чётными номерами (тем, чей номер заканчивается на чётную цифру), по нечётным — наоборот, а с нуля до трёх часов ночи в любой день — всем автомобилям независимо от номера. Эта мера сократила число автомобилей приблизительно на 45 %. Дополнительно с 1 июля 2008 года в столицу был запрещён въезд 300 000 автомобилей с высоким уровнем загрязнения. Доступ в Пекин большинству автомобилей извне был закрыт. Передвижение образовавшегося в результате принятых мер дополнительного пассажиропотока в 4 миллиона человек обеспечил общественный транспорт, возможности которого были значительно увеличены. Кроме того, для движения транспорта, обслуживавшего Олимпиаду, были выделены специальные полосы на шоссе.

### Затраты
На развитие инфраструктуры, транспортной системы, экологии Пекина было затрачено 280 млрд юаней (около 40,9 млрд долларов). На строительство и реконструкцию олимпийских объектов потрачено приблизительно 13 млрд юаней (около 1,9 млрд долларов). Суммарные затраты на проведение двадцать девятых Олимпийских игр составили около 44 млрд долларов. В строительство третьего терминала международного аэропорта в Пекине было инвестировано около 27 млрд юаней (около 2,8 млрд долларов), и 35 млрд юаней (около 4,6 млрд долларов), учитывая инфраструктуру и вспомогательные сооружения.

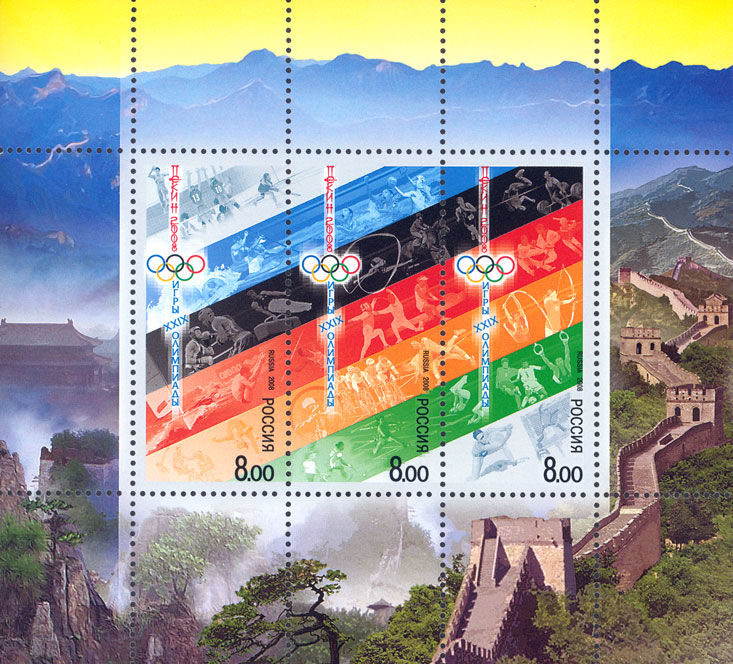
Почтовые марки России. 15 апреля 2008 г. XXIX Олимпиады в Пекине (8-24 августа). 2008

## Символы

### Эмблема

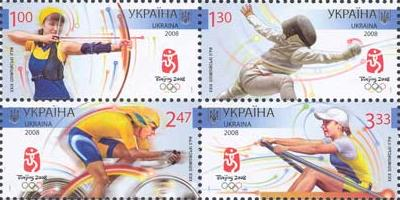
Почтовые марки Украины

Из 1985 присланных (из них 222 предложения были внесены из зарубежных стран) в Китайский олимпийский комитет эскизов комиссия отобрала 30 проектов эмблемы, из которых в марте 2003 года Международный олимпийский комитет утвердил одну. Торжественная презентация эмблемы XXIX Олимпиады состоялась 3 августа 2003 года в вечернее время на площади перед «Храмом молитвы за богатый урожай» (кит. упр. 祈年殿, палл. Циняньдянь), расположенным в ансамбле «Храм Неба» в Пекине. Эмблема получила название «Танцующий Пекин». Она состоит из трёх частей: олимпийских колец, надписи «Пекин 2008» на пиньинь «Beijing 2008» и каллиграфически написанный иероглиф «цзин» (京, «столица государства»), напоминающий фигуру спортсмена, на красном фоне. Председатель оргкомитета Лю Ци рассказал о ней:

Эмблема Олимпиады-2008 в Пекине сочетает в себе форму искусств, таких как каллиграфия и печать, имеющих 5000-летнюю историю, особенности спорта, умело показывая силуэт бегуна, стремящегося к победе. Проект эмблемы, изображающий название места проведения Олимпиады-2008 в Пекине, отличается выразительностью лучшей традиционной культуры китайской нации, отражает олимпийский дух 1,3-миллиардного китайского народа, его сердечность и искренность приветствия гостей и друзей из разных уголков мира.

### Талисманы
11 ноября 2005 года, за 1000 дней до открытия игр, было решено, что талисманами игр станут Дети удачи (кит. 福娃 [фу́ва́]). Согласно китайской философии, Детей удачи пятеро: Бэй-Бэй, Цзин-Цзин, Хуань-Хуань, Ин-Ин и Ни-Ни. Они изображают соответственно рыбу, большую панду, олимпийский огонь, тибетскую антилопу и ласточку. Если произнести по порядку первые слоги имени каждого из них, то получится фраза «北京欢迎你» (Bei jing huan ying ni; Бэй цзин хуань ин ни), перевод которой означает «Пекин приветствует вас».

### Девиз
26 июня 2005 года Олимпийский комитет Пекина объявил, что девизом олимпийских игр станет фраза «Один мир — одна мечта» (англ. One World, One Dream; кит. 同一个世界同一个梦想). Девиз был выбран из 210 000 вариантов, присланных из различных стран мира.
Первым объявил девиз Олимпиады Член Постоянного комитета Политбюро ЦК КПК Ли Чанчунь.
Член Политбюро ЦК КПК, секретарь Пекинского горкома, председатель Пекинского оргкомитета Олимпиады-2008 Лю Ци возглавил церемонию и выступил с приветственной речью. Он сказал, что этот девиз выражает высокий идеал китайского народа, стремящегося к строительству общих прекрасных домашних очагов народов мира, использованию вместе с ними плодов цивилизации и совместному созданию будущего; выражает твёрдую решимость великой нации с 5000-летней историей цивилизации, широкой поступью шагающей к модернизации, прилагать усилия к мирному развитию, социальному согласию и счастью народа. Девиз выражает волю 1,3-миллиардного китайского народа, который отдаёт свои силы во имя создания мирного и прекрасного мира. Этот девиз воплощает в себе концепцию «гуманитарной Олимпиады», представляет собой руководящий принцип подготовительной работы к Олимпийским играм.
Президент Международного олимпийского комитета (МОК) Жак Рогге направил Пекинскому оргкомитету Олимпиады-2008 с поздравлениями в связи с обнародованием девиза Олимпийских игр 2008 года в Пекине, считая, что девиз захватил дух Олимпизма. Стало известно, что с санкции заинтересованной стороны Пекинский оргкомитет Олимпиады решил, что «Один мир — одна мечта» стало девизом и 29-х летних Олимпийских игр, и Летних Паралимпийских игр 2008 года. На церемонии присутствовали первый заместитель председателя Оргкомитета Олимпиады-2008 в Пекине Чэнь Чжили, руководители центральных учреждений и города Пекина и Пекинского оргкомитета Олимпиады, дипломатические представители некоторых стран, аккредитованные в Китае, а также более 4000 представителей различных кругов общественности столицы. Одновременно открылся также 3-й фестиваль культуры, посвящённый Олимпиаде-2008 в Пекине.
Председатель Пекинского оргкомитета Олимпиады 2008 Лю Ци заявил:

Этот девиз выражает высокий идеал китайского народа, стремящегося к строительству общих прекрасных домашних очагов народов мира, использованию вместе с ними плодов цивилизации и совместному созданию будущего… Этот девиз воплощает в себе концепцию «гуманитарной Олимпиады», представляет собой руководящий принцип подготовительной работы к Олимпийским играм.

### Эстафета олимпийского огня

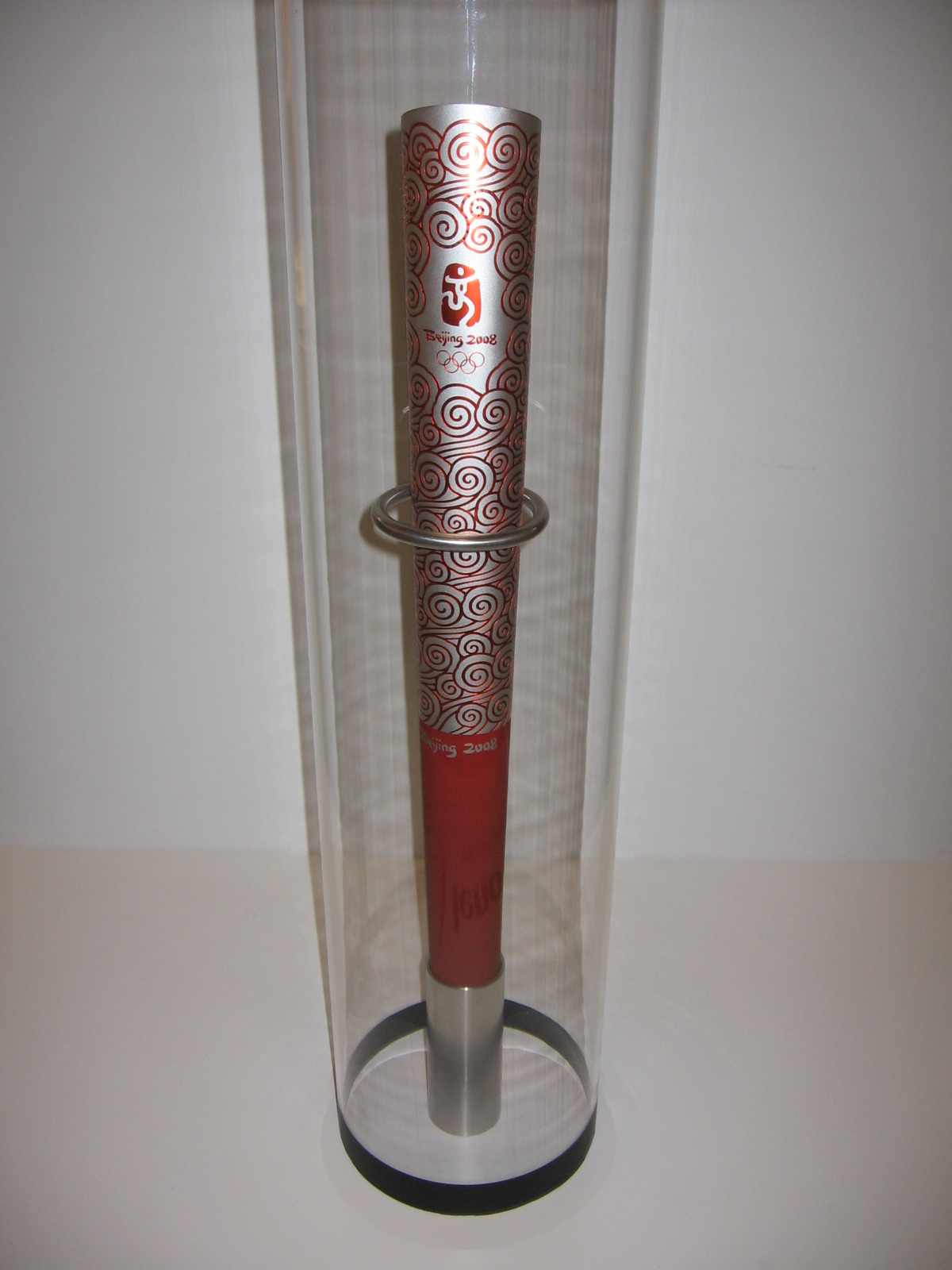
Официальный Олимпийский факел Игр

26 апреля 2007 года в Пекине МОК объявил программу проведения Эстафеты олимпийского огня. Девиз эстафеты — «Путешествие Гармонии». Эстафета, которая началась за 137 дней до открытия Олимпийских игр, была самой длинной за всю историю Олимпийских эстафет (137 000 км).
Олимпийский огонь был зажжён в греческом городе Олимпия 24 марта 2008 года. Церемонию пытались сорвать журналисты, считавшие, что Китай не может принять у себя Олимпиаду.
Из Олимпии Огонь прошёл вдоль территории Греции и 31 марта прибыл в Пекин. Из столицы Китая Огонь отправился в путь по всем континентам, за исключением Антарктиды. Первым городом Эстафеты стала Алма-Ата — 2 апреля; далее Огонь отправился в Стамбул — 3 апреля; после в Санкт-Петербург — 5 апреля; Лондон — 6 апреля; Париж — 7 апреля; Сан-Франциско — 9 апреля; Буэнос-Айрес — 11 апреля; Дар-эс-Салам — 14 апреля; далее по городам Азии и Китая. Прохождение Эстафеты по городам Великого шёлкового пути символизирует древние связи Китая с остальным миром. В общей сложности Огонь прошёл через 22 города мира и через множество городов Китая.
Эстафета сопровождалась протестами со стороны сторонников независимости Тибета, которые пытались потушить огонь в Лондоне, Париже и Сан-Франциско.
Организаторы Эстафеты также планировали вознести Огонь на вершину горы Эверест. В июне 2007 года начал возводиться 108-километровый подъёмник на вершину горы. Стоимость этого проекта — 19,7 млн долларов. Проект был реализован.
Олимпийский факел имел стандартные размеры (72 сантиметра в высоту и весом 985 граммов) и был сделан в традиционном китайском стиле. Факел был сконструирован так, чтобы он не гас при ветре в 65 км/ч и ливне в 50 мм/ч.

## Церемония открытия
Церемония открытия Игр прошла на Пекинском национальном стадионе 8 августа 2008 года. Она началась в 8 часов вечера местного времени (UTC+8) (число 8 считается в Китае счастливым). Организаторами церемонии открытия стали кинорежиссёр Чжан Имоу и хореограф Чжан Цзиган. В шоу приняли участие 15 тыс. человек. Гимн Олимпиады-2008 на церемонии открытия исполнили английская певица Сара Брайтман и китайский певец Лю Хуань.
Церемония открытия игр началась с театрализованного представления, посвящённого развитию китайской цивилизации от древних времён до наших дней. В шоу приняли участие 2008 музыкантов, играющих на национальных китайских барабанах, 32 ребёнка (по числу 23 провинций, 5 автономных районов, 4 городов центрального подчинения и 2 специальных административных районов Китая) в национальных костюмах. Церемонию открытия смотрели 91 тысяча зрителей на трибунах стадиона и около 4 млрд человек по всему миру.
После представления прошло традиционное шествие олимпийских сборных. Порядок следования команд определялся количеством черт в первом из иероглифов, образующих название страны в китайском языке (в порядке возрастания). В результате сборная Австралии, которая обычно появляется на стадионе одной из первых, в этот раз шествовала в конце, так как первый иероглиф в её китайском названии (澳大利亚) имеет 16 черт. По олимпийской традиции сборная Греции возглавила шествие, а сборная команда страны-хозяйки, Китая, шла в конце колонны.
12 августа 2008 года организаторы игр сообщили, что некоторые моменты трансляции церемонии открытия были записаны заранее и не имели места в реальности. Другие изначально были созданы в качестве трёхмерных компьютерных моделей. Кроме того, девочка, исполнявшая песню «Ода Родине», пела под фонограмму.
На Пекинском национальном стадионе во время церемонии открытия присутствовало 80 глав государств и правительств (из 100 приглашённых). Церемония длилась более четырёх часов.

## Соревнования
Программа Олимпийских игр в Пекине очень схожа с программой Афинских Игр 2004. На Олимпиаде 2008 было разыграно 302 комплекта медалей (165 мужских, 127 женских и 10 смешанных) в 34 видах, на один комплект больше, чем 4 года назад.
В велоспорте впервые представлен его новый вид BMX, также исключены гит на 1 км у мужчин и на 500 м у женщин. Женщины впервые разыграли медали в беге на 3000 метров с препятствиями. Также в плавательную программу Игр добавился марафон протяжённостью в 10 километров, в котором медали разыграли мужчины и женщины. Парные соревнования по настольному теннису (мужские и женские) заменены командными соревнованиями. В фехтовальных командных соревнованиях женщины соревнуются на рапирах вместо соревновавшихся в этом виде программы четыре года назад мужчин, и вместо шпаг командные соревнования среди женщин пройдут на саблях. В парусном спорте женский класс «Европа» заменён на «Лазер Радиал», а вместо класса парусных досок «Мистраль» и мужчины, и женщины соревновались на типе Neil Pryde RS:X. В стрельбе отменены две дисциплины — дубль-трап у женщин и стрельба из винтовки по движущейся мишени у мужчин.
В программу Игр вошли следующие виды спорта:
| - Академическая гребля (14) - Бадминтон (5) - Баскетбол (2) - Бейсбол (1) - Бокс (11) - Борьба (18) - Велоспорт (18) - Водные виды спорта: - Водное поло (2) - Плавание (34) - Прыжки в воду (8) - Синхронное плавание (2) | - Волейбол (4) - Гандбол (2) - Гимнастика: - Спортивная гимнастика (14) - Художественная гимнастика (2) - Прыжки на батуте (2) - Гребля на байдарках и каноэ (16) - Дзюдо (14) - Конный спорт (6) - Лёгкая атлетика (47) - Настольный теннис (4) - Парусный спорт (11) | - Современное пятиборье (2) - Софтбол (1) - Стрельба (15) - Стрельба из лука (4) - Теннис (4) - Триатлон (2) - Тхэквондо (8) - Тяжёлая атлетика (15) - Фехтование (10) - Футбол (2) - Хоккей на траве (2) |

Кроме того, прошли показательные соревнования по ушу, включавших в себя 15 турниров. На них получили право отдельно выступать спортсмены из Макао, которые в основной программе участвовали в составе Китая. В рамках игр было установлено 43 мировых и 132 Олимпийских рекорда. Спортсмены 87 стран смогли выиграть на играх медали разного достоинства. Среди выдающихся спортивных результатов и мировых рекордов, установленных в ходе проходящих в Пекине Олимпийских игр, можно отметить:
- Беспрецедентное достижение американского пловца Майкла Фелпса, выигравшего 8 золотых Олимпийских медалей, в финальных и предварительных заплывах он семь раз бил мировые рекорды и один раз — олимпийский[39].
- Достижение ямайского легкоатлета Усейна Болта. Сначала бегун установил новый мировой рекорд на стометровке, а затем, пробежав дистанцию 200 м за 19,30 сек, он на две сотые секунды превысил державшееся 12 лет мировое достижение американского спринтера Майкла Джонсона[39].
- Российская прыгунья с шестом, пятикратная чемпионка мира, двадцатичетырёхкратная мировая рекордсменка, Олимпийская чемпионка 2004 и 2008 годов Елена Исинбаева уже в ранге двукратной олимпийской чемпионки установила мировой рекорд, взяв высоту в 5,05 м.[39]
- Представительницы сборной Китая также внесли свой вклад в преодоление существующих мировых рекордов. Китаянки Лю Цзыгэ и Цзяо Люян завоевали первые два места в финале на дистанции 200 м баттерфляем, где обе показали рекордное время — 2.04,18 и 2.04,72 соответственно[39].

### Академическая гребля

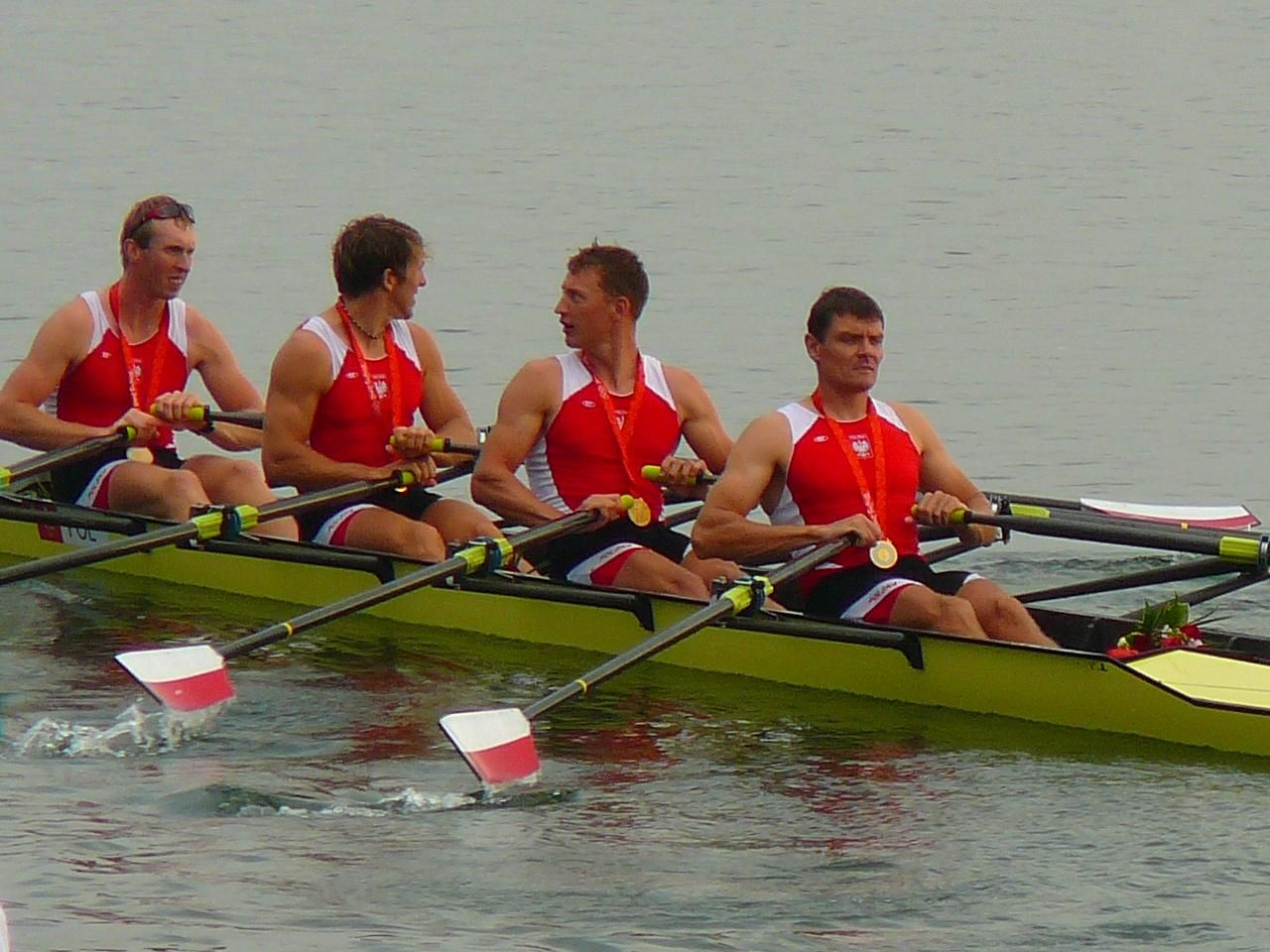
Спортсмены Польши, выигравшие золото в заезде парных четвёрок

Соревнования по академической гребле, прошли с 9 по 17 августа в специально возведённом Олимпийском аквапарке Шуньи. Всего было разыграно четырнадцать комплектов медалей, призёрами соревнований стали представители 20 стран, по две золотые награды выиграли гребцы Великобритании и Австралии.

### Бадминтон
Соревнования по бадминтону, прошли с 9 по 17 августа во Дворце спорта Пекинского промышленного университета. Было разыграно пять комплектов наград, по две в мужском и женском одиночном и парном разрядах, а также в миксте. Обладателями трёх золотых комплектов наград стали бадминтонисты Китая, по одной золотой медали выиграли представители Индонезии и Южной Кореи. В соревнованиях приняли участие представители 45 стран.

### Баскетбол

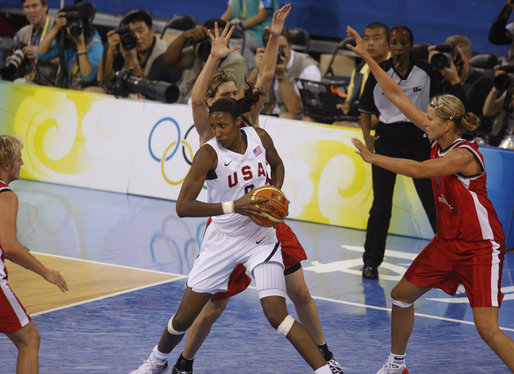
Женская сборная США на олимпийском паркете

Баскетбольный Олимпийский турнир прошёл с 9 по 24 августа в Олимпийском баскетбольном дворце Пекина. Обе золотые награды достались баскетбольным сборным США. Среди мужчин серебряными и бронзовыми призёрами стали соответственно баскетболисты Испании и Аргентины, среди женщин — баскетболистки Австралии и России. Всего в турнире приняли участие 12 мужских и столько же женских сборных.

### Бейсбол и софтбол

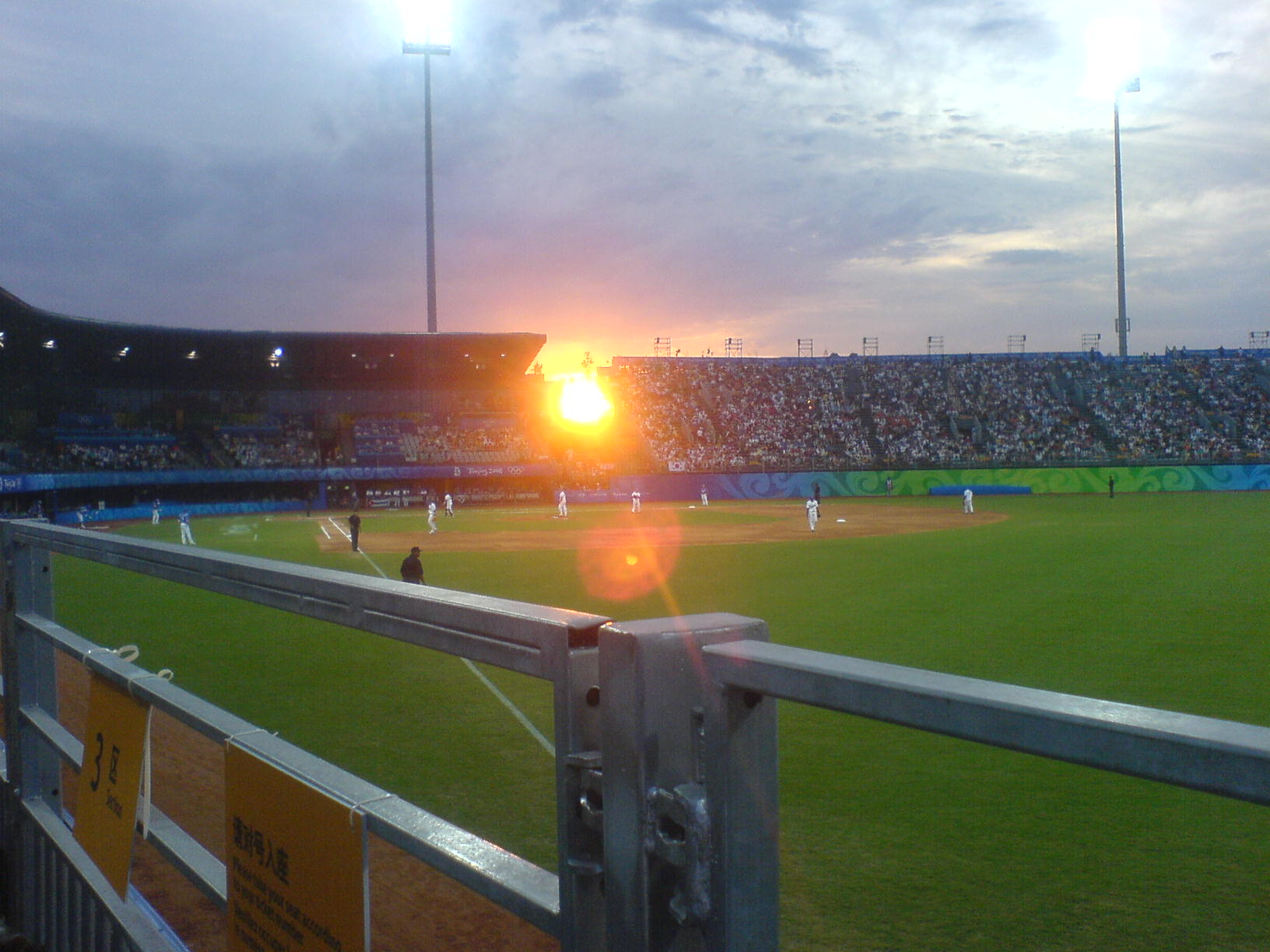
Финальный матч олимпийского турнира по бейсболу

Олимпийский турнир по бейсболу прошёл с 13 по 23 августа с двумя однодневными перерывами. В турнире приняли участие 8 мужских сборных. Сильнейшими на играх стали спортсмены Южной Кореи, победившие в финальном матче бейсболистов Кубы со счётом 3:2, третьими стали бейсболисты США. В Олимпийском турнире по софтболу, который прошёл с 9 по 21 августа, приняли участие 8 женских сборных. Золотые медали выиграли представительницы Японии.

### Бокс
Соревнования по боксу прошли с 9 по 24 августа в Пекинском дворце спорта рабочих. Всего было разыграно одиннадцать комплектов медалей. Накануне соревнований основными фаворитами игр признавались сборные России и Кубы. В итоге сборная России, завоевав три медали, в том числе две золотых, частично подтвердила свой статус одного из фаворитов турнира. Большим разочарованием турнира стала сборная Кубы, которая впервые с момента своего первого участия в Олимпийских играх осталась без золотых наград. Открытием турнира стала сборная Китая, которая не только впервые в своей истории завоевала золотые медали, но и заняла первое командное место в итоговом медальном зачёте. Многие специалисты объясняют этот успех нечестным судейством, в результате имевшего место скандала некоторые судьи были дисквалифицированы. Украинец Василий Ломаченко, выступавший в весовой категории до 57 кг, получил Кубок Вэла Баркера как лучший боксёр турнира.

### Борьба

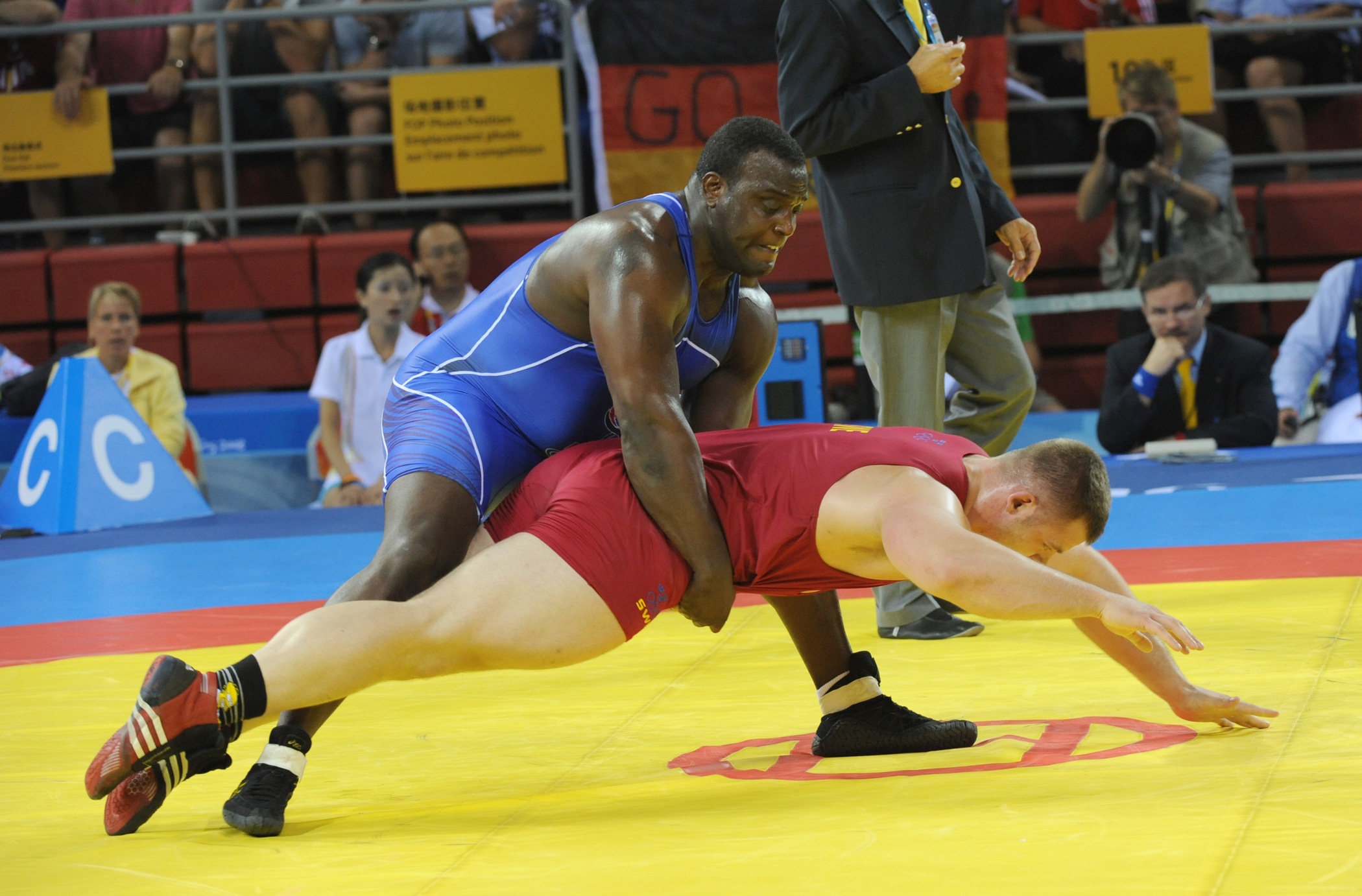
Американец Дремил Байерс и швед Яльмар Шёберг в четвертьфинальном поединке греко-римской борьбы в категории до 120 кг

Соревнования по борьбе прошли с 9 по 24 августа в Пекинском дворце спорта рабочих. 344 спортсмена из 58 стран разыграли восемнадцать комплектов медалей. Соревнования прошли по вольной и греко-римской борьбе. Мужчины участвовали в обеих дисциплинах, а женщины — только в вольной. Представители 26 стран стали призёрами соревнований. Лучшего результата на играх добилась сборная России, выигравшая 11 медалей, 6 из которых были золотыми. Героем игр стал российский борец Бувайсар Сайтиев, который после очередной победы стал трёхкратным Олимпийским чемпионом.

### Велоспорт

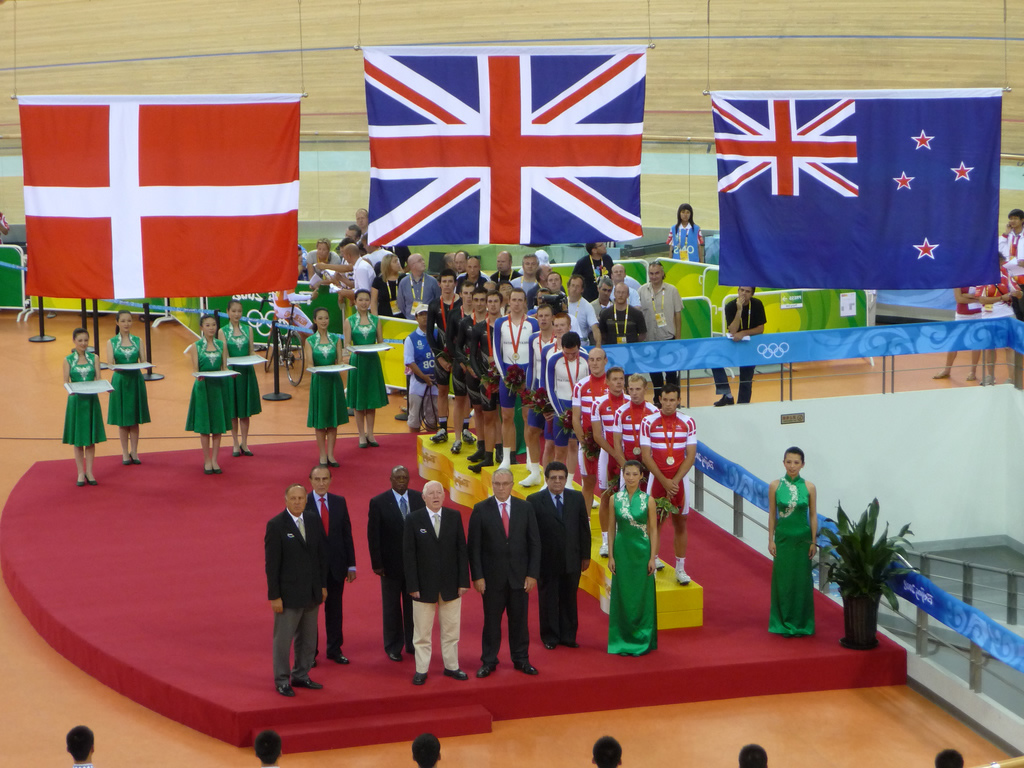
Церемония награждения победителей в командной гонке преследования среди мужчин

Состязания по велоспорту прошли с 9 по 23 августа. Трековые гонки, маунтинбайк и BMX прошли в велокомплексе Лаошань, а шоссейные гонки были проведены на различных улицах Пекина. В соревнованиях приняли участие спортсмены из 65 стран, разыгравшие 18 комплектов наград. Лучшего результата добилась сборная Великобритании, представители которой 8 раз поднимались на высшую ступень пьедестала почёта, по две золотые медали были выиграны спортсменами Франции и Испании.

### Водное поло
Олимпийский турнир по водному поло, прошёл с 10 по 24 августа в Дворце плавания Индун. На играх соревновались 12 мужских и 8 женских сборных. В турнире мужских сборных первенствовали ватерполисты Венгрии, для которых выигранный титул стал уже 9-м за историю выступления на Олимпиадах, среди женских сборных победы добились представительницы Нидерландов.

### Волейбол
Олимпийский турнир по волейболу прошёл с 9 по 24 августа. В волейболе на паркетном покрытии приняли участие по 12 мужских и женских сборных, а в пляжном — по 24 пары обоих полов. Было разыграно 4 комплекта наград, три из которых достались сборным США, которые первенствовали в мужском и женском турнирах по пляжному волейболу, а также в соревнованиях среди мужчин на паркете. Сильнейшей женской сборной стала команда Бразилии.

### Гандбол

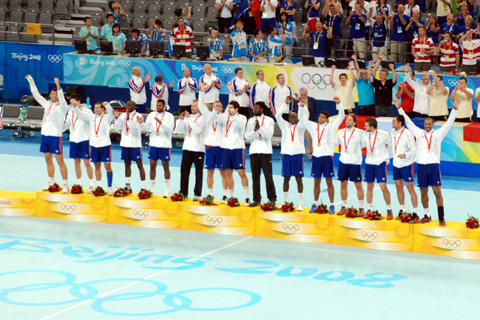
Победители мужского гандбольного турнира — сборная Франции

Соревнования по гандболу проходили с 9 по 24 августа в Государственном дворце спорта Пекина и во Дворце спорта Олимпийского спорткомплекса. Было разыграно два комплекта медалей среди 12 мужских и 12 женских команд.
У мужчин в финале сборная Франции обыграла Исландию со счётом 28:23. Бронза досталась испанцам. В женском турнире первенствовали норвежки, переигравшие в финале россиянок со счётом 34:27, бронзовыми призёрами стали гандболистки Южной Кореи. И французы, и норвежки впервые в своей истории выиграли олимпийское золото.

### Гимнастика

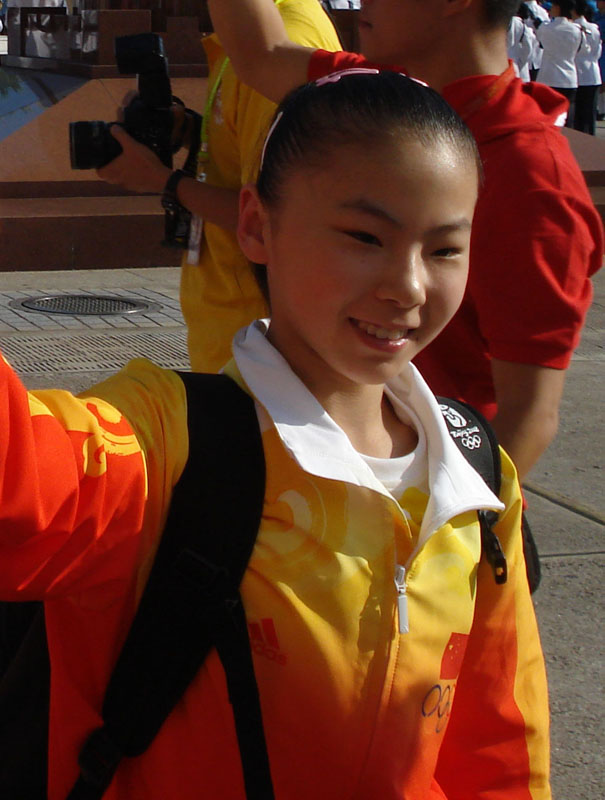
Китаянка Хэ Кэсинь стала двукратной чемпионкой Игр в Пекине, завоевав «золото» на разновысоких брусьях и в командном первенстве

Соревнования по гимнастике на играх прошли с 9 по 24 августа. Официально в этот вид спорта на Олимпийских играх были включены: прыжки на батуте, спортивная гимнастика и художественная гимнастика. Всего было разыграно восемнадцать комплектов наград. Больше всех золотых медалей в этом виде программы — одиннадцать — выиграли гимнасты Китая, показавшие выдающийся результат в видах спортивной гимнастики и прыжках на батуте. 2 золотые награды в художественной гимнастике были выиграны российскими спортсменками. Соревнования были омрачены скандалом — три китайские гимнастки, завоевавшие золото в команде (Хэ Кэйсинь, Цзян Юйюань и Ян Илинь) были заподозрены в том, что им, на самом деле, не 16 лет, как указано во всех документах, а 14, что недопустимо и нарушает правила, введённые МОК ещё в 1997 году. Однако позже после предоставления китайской стороной дополнительная информация, уже более скрупулёзного характера, в частности семейных фотоальбомов, школьных тетрадей, журналов и детских вещей спортсменок, скандал был замят.

### Гребля на байдарках и каноэ
Соревнования по гребле на байдарках и каноэ на играх прошли с 10 по 23 августа на территории Олимпийского аквапарка Шуньи. Представители 57 стран разыграли 16 комплектов наград. В соревнованиях на гладкой воде было разыграно 12 комплектов наград. Лучшего результата добились спортсмены сборных Германии, Венгрии и Беларуси. В соревнованиях по гребному слалому было разыграно четыре комплекта наград, три среди мужчин и один среди женщин. Здесь лучшего результата добилась сборная Словакии, представители которой выиграли три золотые награды из четырёх. При этом слаломисты братья Павол и Петер Гохшорнер стали трёхкратными олимпийскими чемпионами.

### Дзюдо
Соревнования по дзюдо на играх проходили с 9 по 15 августа во Дворце спорта Пекинского научно-технологического университета. 386 спортсменов из 91 страны разыграли четырнадцать комплектов медалей, восемь среди мужчин и столько же среди женщин. В медальном зачёте первенствовали представители Азии, больше всех золотых медалей выиграли дзюдоисты Японии и Китая. Можно отметить победу монгольского спортсмена Тувшинбаяра Найдана, который стал первым Олимпийским чемпионом в истории Монголии.

### Конный спорт

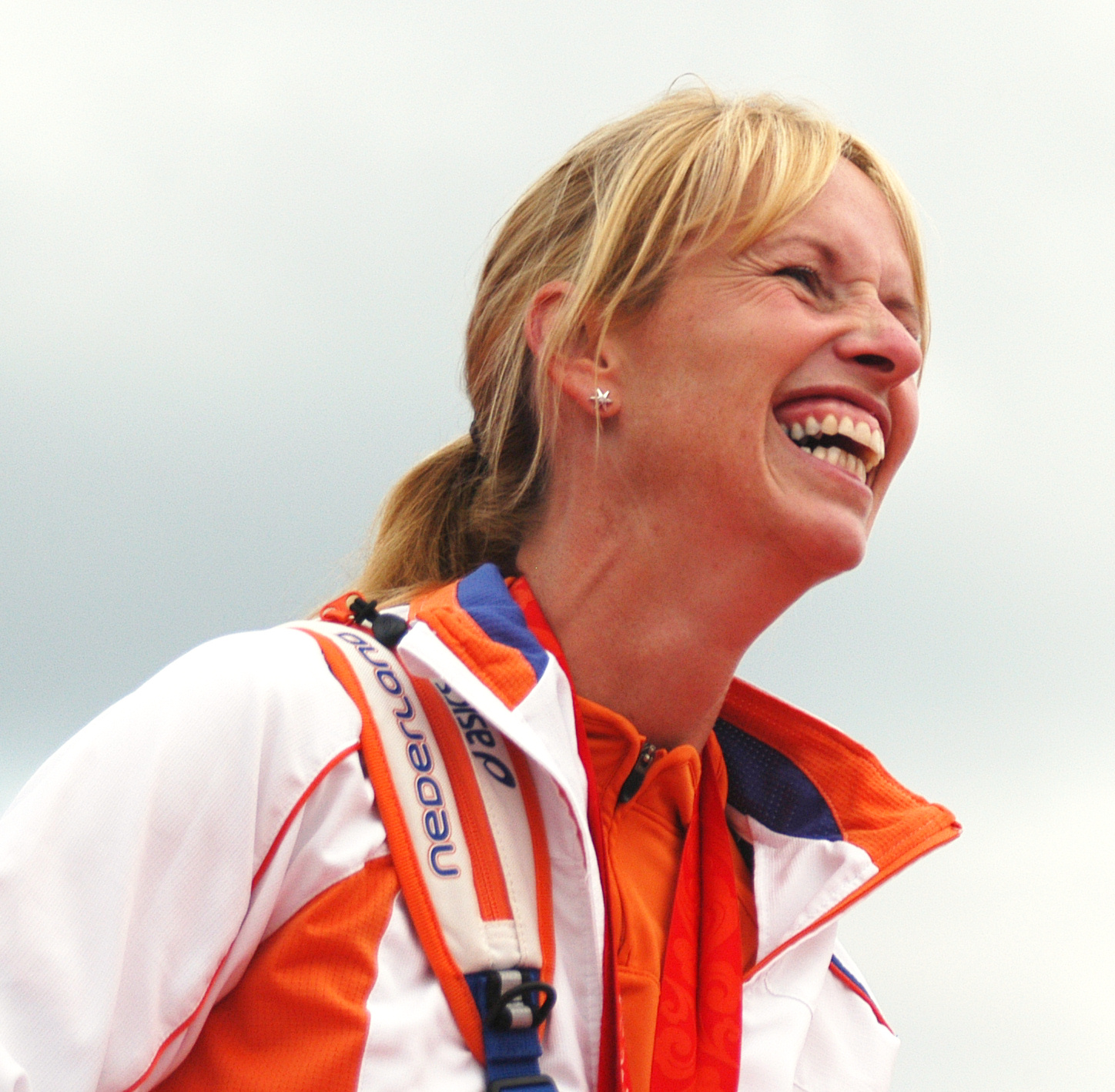
Олимпийская чемпионка Пекина в личной выездке Анки ван Грюнсвен

Соревнования по конному спорту прошли на играх 9 по 21 августа. 204 спортсмена из 45 стран разыграли шесть комплектов медалей — в личных и командных соревнованиях по выездке, конкуру и троеборью. Больше всех золотых наград выиграли конники сборной Германии — три. По одной медали досталось представителям США, Канады и Нидерландов. Главной героиней соревнований стала нидерландская спортсменка Анки ван Грюнсвен, которая после победы в выездке стала трёхкратной олимпийской чемпионкой.

### Лёгкая атлетика

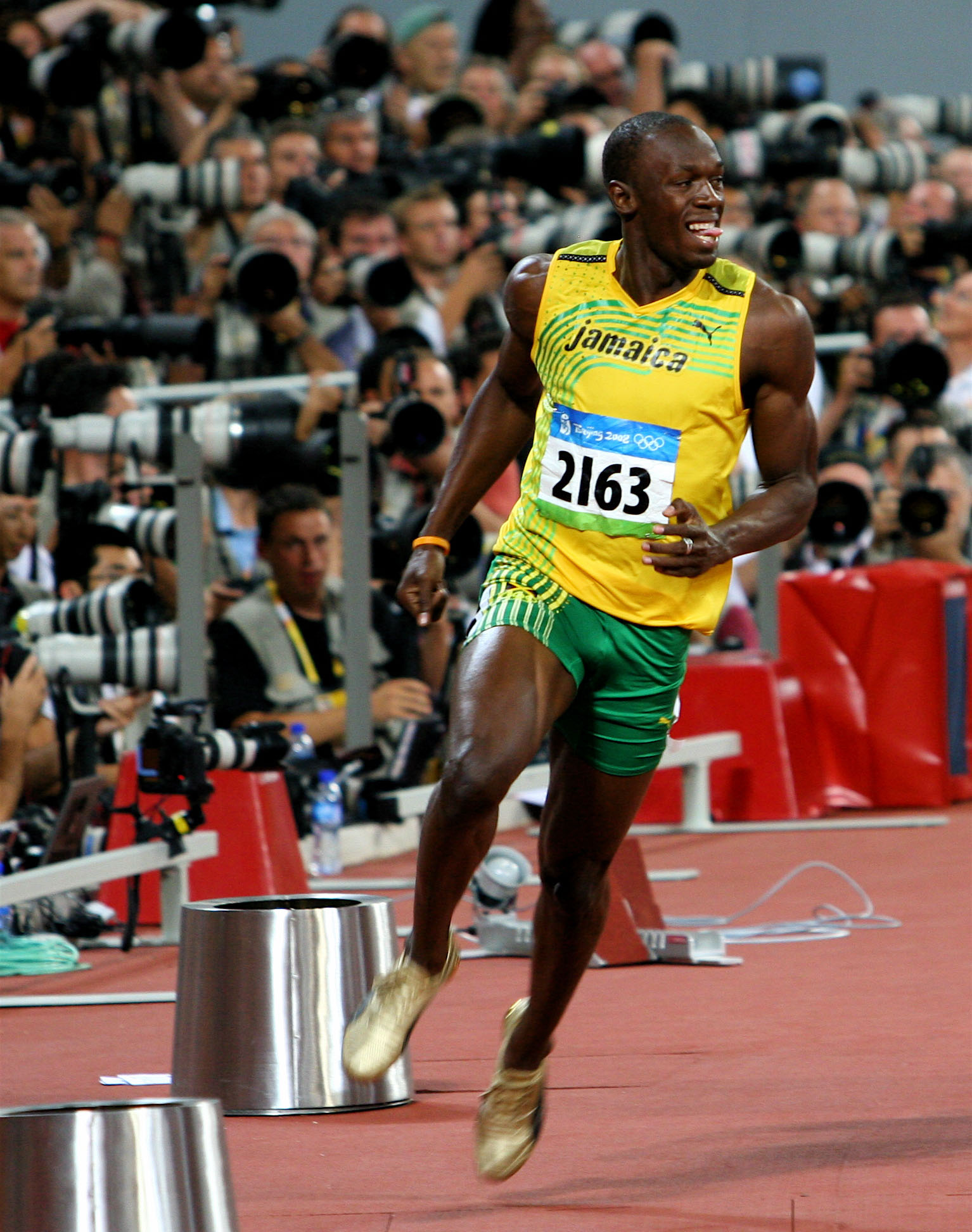
Двукратный олимпийский чемпион Пекина Усэйн Болт после победы на стометровке

Соревнования по лёгкой атлетике на Олимпиаде прошли с 15 по 24 августа на Пекинском национальном стадионе. Мужчины разыграли 24 комплекта медалей, женщины — 23. Это связано с тем, что у женщин отсутствовала дисциплина в спортивной ходьбе на 50 км. Таким образом, в лёгкой атлетике было разыграно 47 комплектов медалей — больше, чем в любом другом виде спорта на Олимпиаде. Впервые на Олимпиаде была представлена дисциплина 3000 метров с препятствиями у женщин. Лучшими на играх были атлеты сборных США и России, выигравшие соответственно 23 и 18 медалей разного достоинства. Хорошего результата добились спортсмены Ямайки, Кении и Эфиопии. Героями олимпиады стали ямайский бегун Усэйн Болт, который установил два мировых рекорда в забегах на 100 и 200 метров и третий в составе эстафетной команды 4×100 метров, а также российская прыгунья с шестом Елена Исинбаева, которая уже в ранге двукратной олимпийской чемпионки установила мировой рекорд, взяв высоту в 5,05 метра. Не обошёлся легкоатлетический турнир и без скандалов: перед самым стартом Олимпийских игр 15 греческих легкоатлетов были отстранены от участия в играх по подозрению в применении допинга, такие же санкции были наложены и на 6 российских спортсменок по аналогичным причинам.

### Настольный теннис

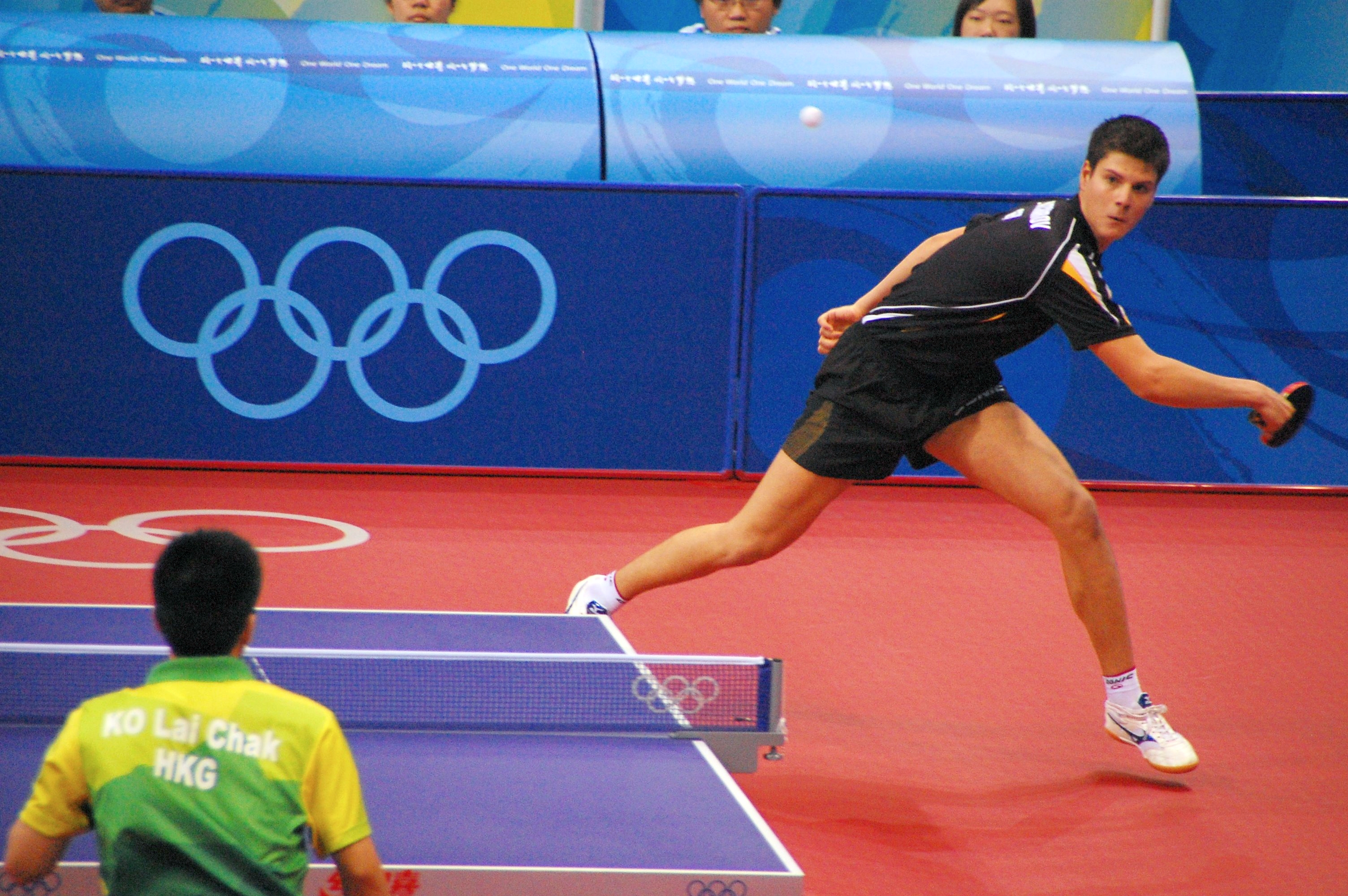
Матч четвёртого раунда одиночного турнира между Дмитрием Овчаровым из Германии и Ко Лай Чак из Гонконга

Соревнования по настольному теннису в рамках Олимпийских игр проходили с 13 по 23 августа на спортивной арене Пекинского университета. Представители 56 стран разыграли четыре комплекта медалей, причём впервые вместо парного разряда прошли командные состязания. Соревнования прошли при подавляющем преимуществе хозяев Олимпиады. Шестеро теннисистов из Китая выиграли всё, что было возможно — заняли весь пьедестал в мужском и женском одиночном разряде и победили в командных первенствах. Китаянка Чжан Инин после выигрыша очередных двух золотых медалей стала четырёхкратной олимпийской чемпионкой.

### Парусный спорт
Соревнования по парусному спорту на Олимпиаде проводились с 9 по 21 августа в Международном парусном центре в Циндао. Центр располагается на Жёлтом море, в 690 километрах юго-восточнее Пекина. В соревнованиях приняли участие представители 53 национальных олимпийских комитетов. Олимпийские дисциплины включали в себя четыре класса для мужчин, четыре для женщин и три открытых класса для мужчин и для женщин. Было разыграно 11 комплектов наград в следующих классах: «RS:X» и «470» отдельно для мужчин и для женщин; «Звёздный» и «Лазер» для мужчин; «Инглинг» и «Лазер Радиал» для женщин; «Финн», «49er» и «Торнадо» одновременно для мужчин и женщин. Фактически в трёх последних соревновались 93 мужчины и только одна женщина — Каролина Брюэр из Бельгии в «Торнадо». Лучшего результата добились спортсмены сборной Великобритании, выигравшие четыре золотых комплекта наград, два комплекта выиграли представители Австралии.

### Плавание

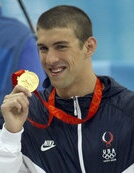
Восьмикратный олимпийский чемпион Пекина Майкл Фелпс

Соревнования среди пловцов проходили с 9 по 21 августа в специально выстроенном к Олимпиаде Пекинском национальном плавательном комплексе, за исключением двух марафонских заплывов. Спортсмены разыгрывали 34 комплекта медалей: по 17 у мужчин и женщин. Больше всех наград в этом «медалеёмком» виде олимпийской программы выиграла сборная США, следом за ней расположилась сборная Австралии. Рекордсменом соревнований и всех Олимпийских игр в целом стал главный герой Олимпиады американский пловец Майкл Фелпс, который выиграл 8 золотых наград, установив при этом 7 мировых рекордов. Благодаря этому феноменальному результату он стал 14-кратным олимпийским чемпионом, обойдя по этому показателю 9-кратную олимпийскую чемпионку советскую гимнастку Ларису Латынину. Фелпс установил также рекорд по количеству выигранных золотых наград на одних Олимпийских играх. Четырёхкратным обладателем олимпийского золота по результатам Игр стал японский пловец брассом Косукэ Китадзима.

### Прыжки в воду

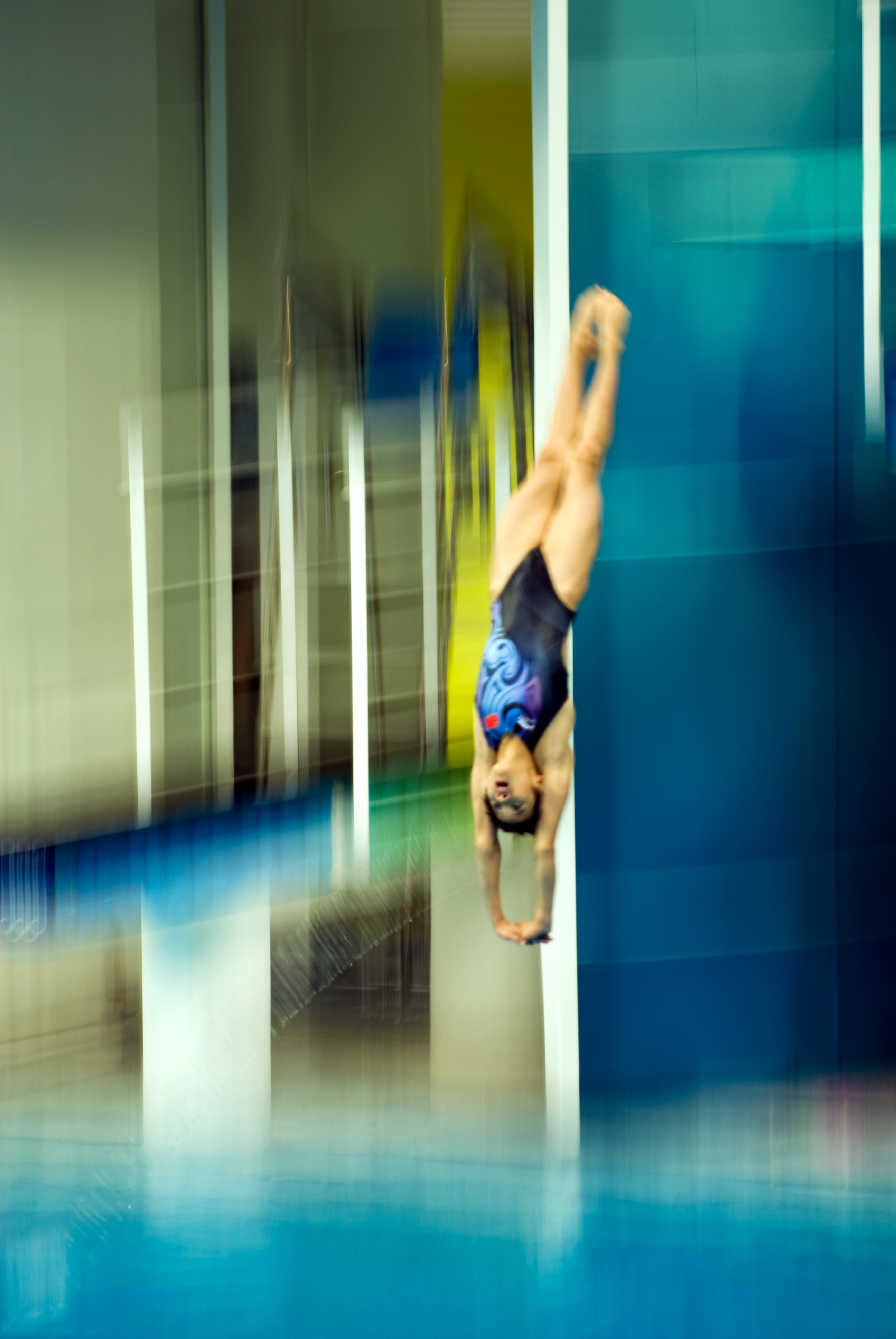
Китайская прыгунья, выполняющая прыжок в воду

Соревнования по прыжкам в воду на играх прошли с 10 по 23 августа в Пекинском национальном аквацентре. В соревнованиях приняло участие 150 спортсменов из 29 стран. В рамках соревнований было разыграно 8 комплектов наград, по четыре среди мужчин и женщин. В соревнованиях прыгунов с подавляющим преимуществом победы добились атлеты сборной Китая, выигравшие 7 золотых медалей. Восьмую в карьере олимпийскую награду (серебряную) выиграл в Пекине выдающийся российский прыгун с трамплина Дмитрий Саутин.

### Синхронное плавание
Соревнования по синхронному плаванию прошли с 18 по 23 августа в Пекинском Национальном Аквацентре. 96 спортсменок из 24 стран разыграли два комплекта медалей. Оба золотых комплекта наград достались спортсменкам из России, победивших за явным преимуществом. А российские синхронистки Анастасия Ермакова и Анастасия Давыдова стали четырёхкратными Олимпийскими чемпионками. Сборная Испании выиграла две серебряные награды.

### Современное пятиборье и триатлон

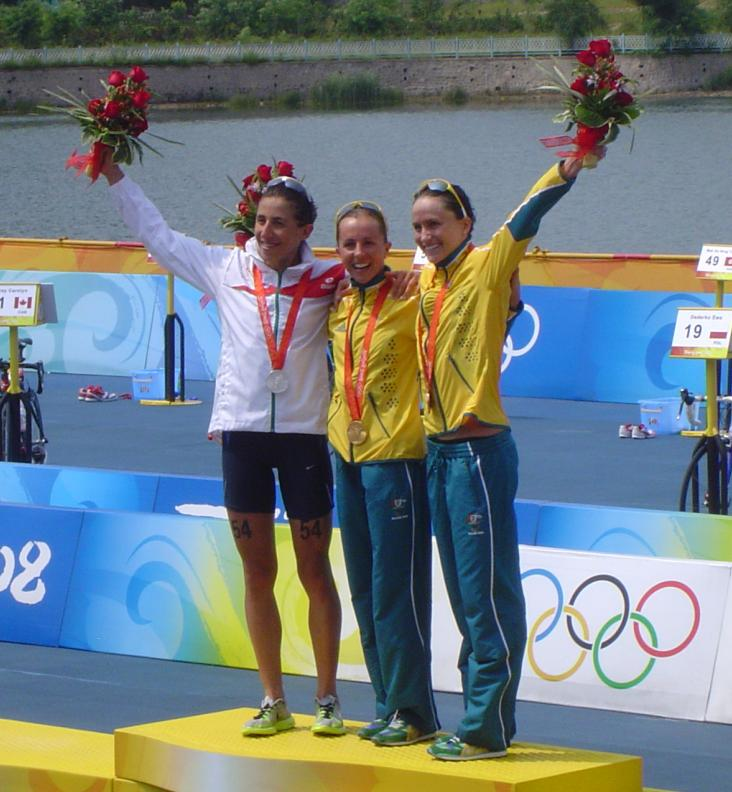
Олимпийский пьедестал в соревнованиях по триатлону среди женщин

Соревнования по современному пятиборью проходили 21 и 22 августа в Олимпийском Спортцентре (бег, конкур), бассейне Ин Туньг (плавание) и Олимпийском Зелёном зале конференций (фехтование, плавание). Было разыграно два комплекта наград, по одному среди мужчин и женщин. В соревнованиях приняли участие 34 мужчины и 36 женщин. Победителем среди мужчин стал российский пятиборец Андрей Моисеев, среди женщин — немка Лена Шёнеборн. Соревнования по триатлону прошли 18 и 19 августа в районе бассейна Минг. 55 мужчин и 55 женщин разыграли два комплекта наград. Первое место среди мужчин выиграл представитель Германии, среди женщин первенствовала австралийская спортсменка.

### Стрельба

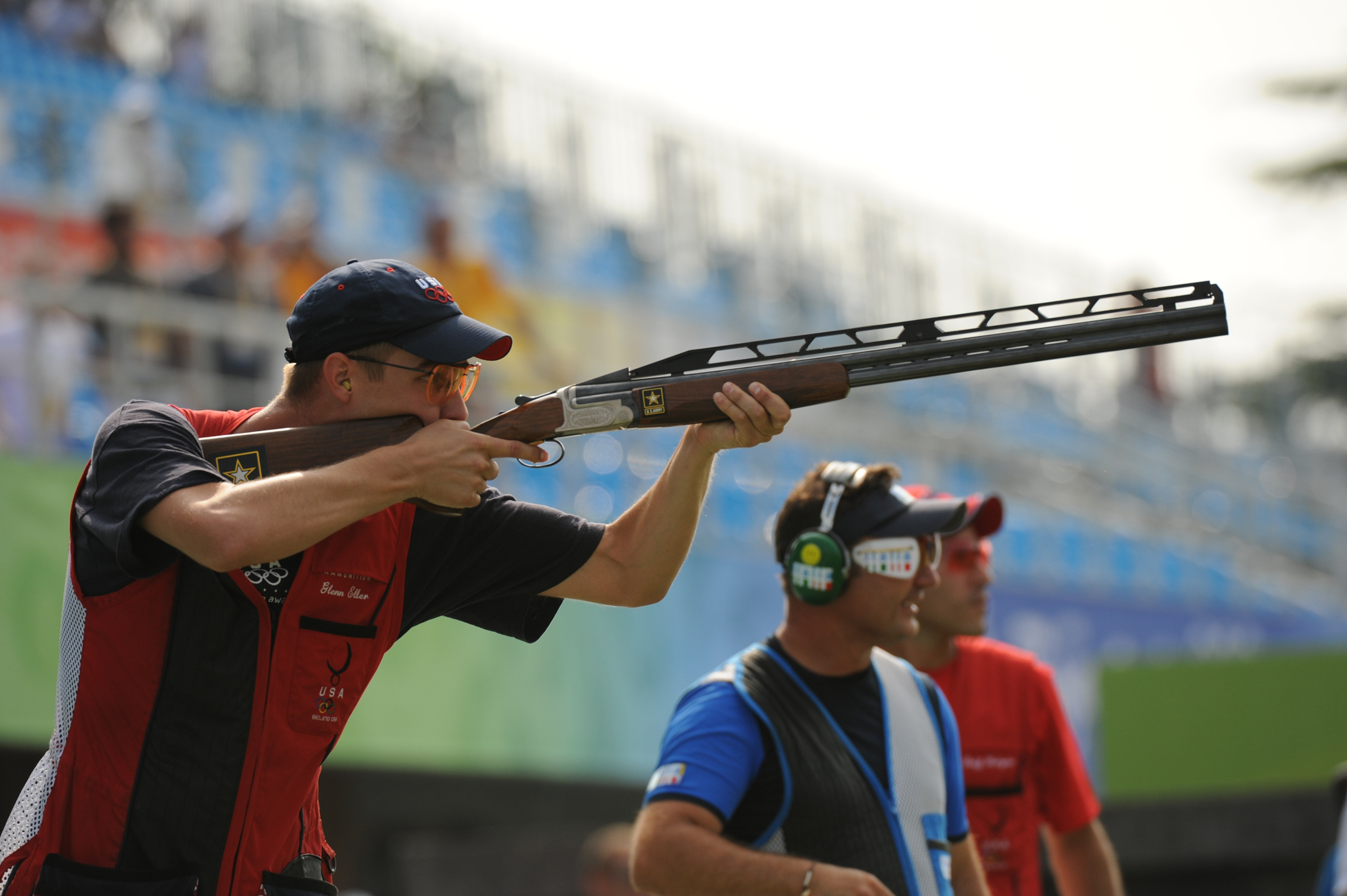
Американец Уолтон Эллер выиграл золото в дубль-трапе

Соревнования по стрельбе проходили с 9 по 17 августа в Пекинском холле для стрельбы. Представители 100 стран разыграли 15 комплектов наград, в сравнении с прошлыми Играми число дисциплин сократилось с 17 до 15. Были исключены стрельба по движущейся мишени у мужчин и дубль-трап у женщин. Каждый Национальный олимпийский комитет мог выставить не более двух спортсменов в каждой дисциплине, кроме стендовой стрельбы у женщин. Лучшего результата в пекинском тире добилась сборная Китая, выигравшая восемь медалей, пять из которых — золотые. В некоторой степени турнир стрелков был омрачён допинговым скандалом, в результате которого северокорейский стрелок Ким Чон Су был лишён двух медалей в пулевой стрельбе.

### Стрельба из лука

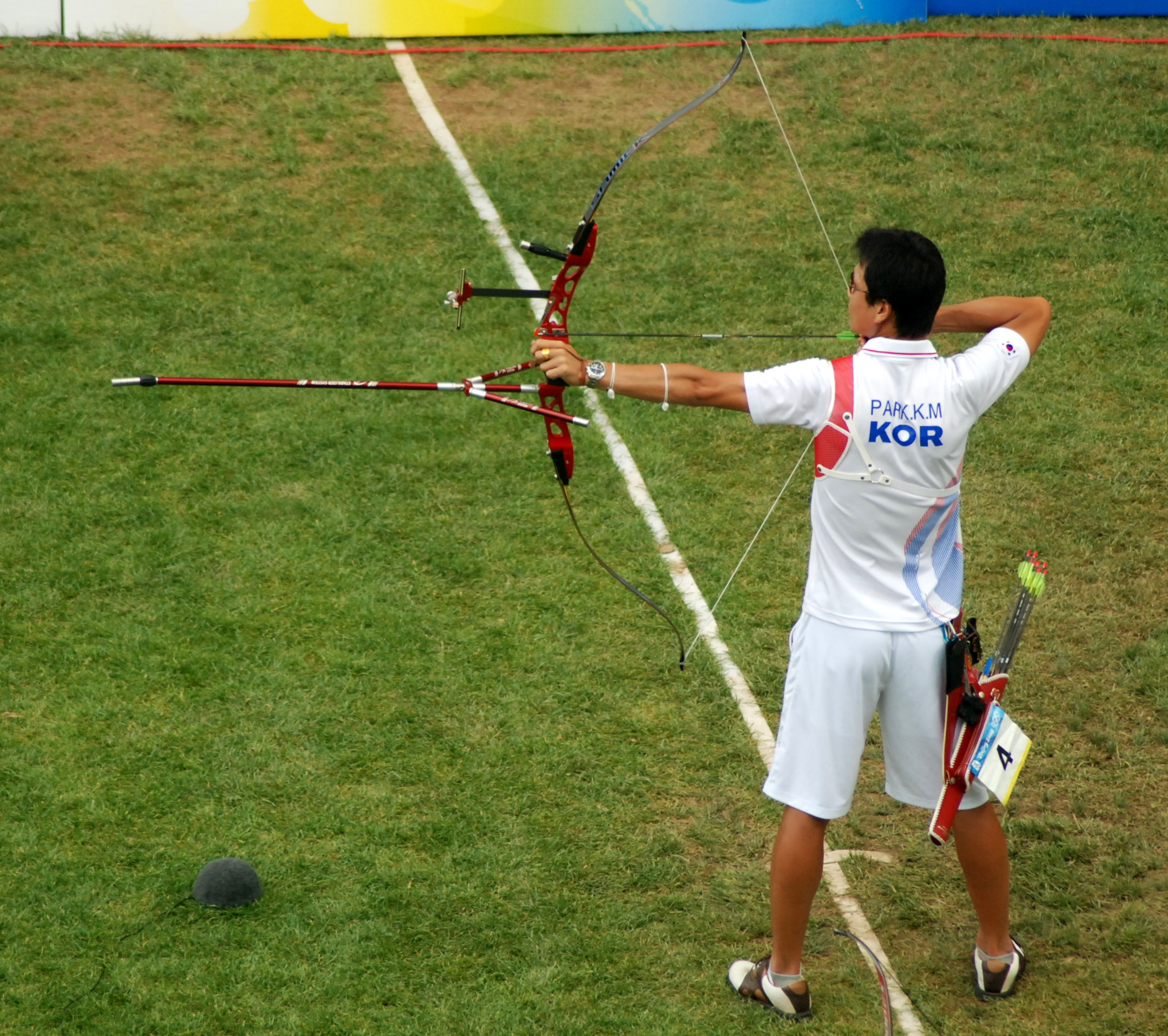
Спортсмен из Кореи Пак Кён Мо завоевал в Пекине индивидуальное «серебро» и командное «золото»

Соревнования по стрельбе из лука проходили с 9 по 15 августа на Поле для стрельбы из лука Олимпийского парка. 128 спортсменов из 49 стран разыграли четыре комплекта медалей, по два среди мужчин и женщин.
Успешнее других выступили стрелки Республики Корея, выигравшие командные соревнования, как среди мужчин, так и среди женщин. При этом кореянка Пак Сон Хён стала трёхкратной олимпийской чемпионкой. По одной медали каждого достоинства завоевали китайские стрелки.

### Теннис

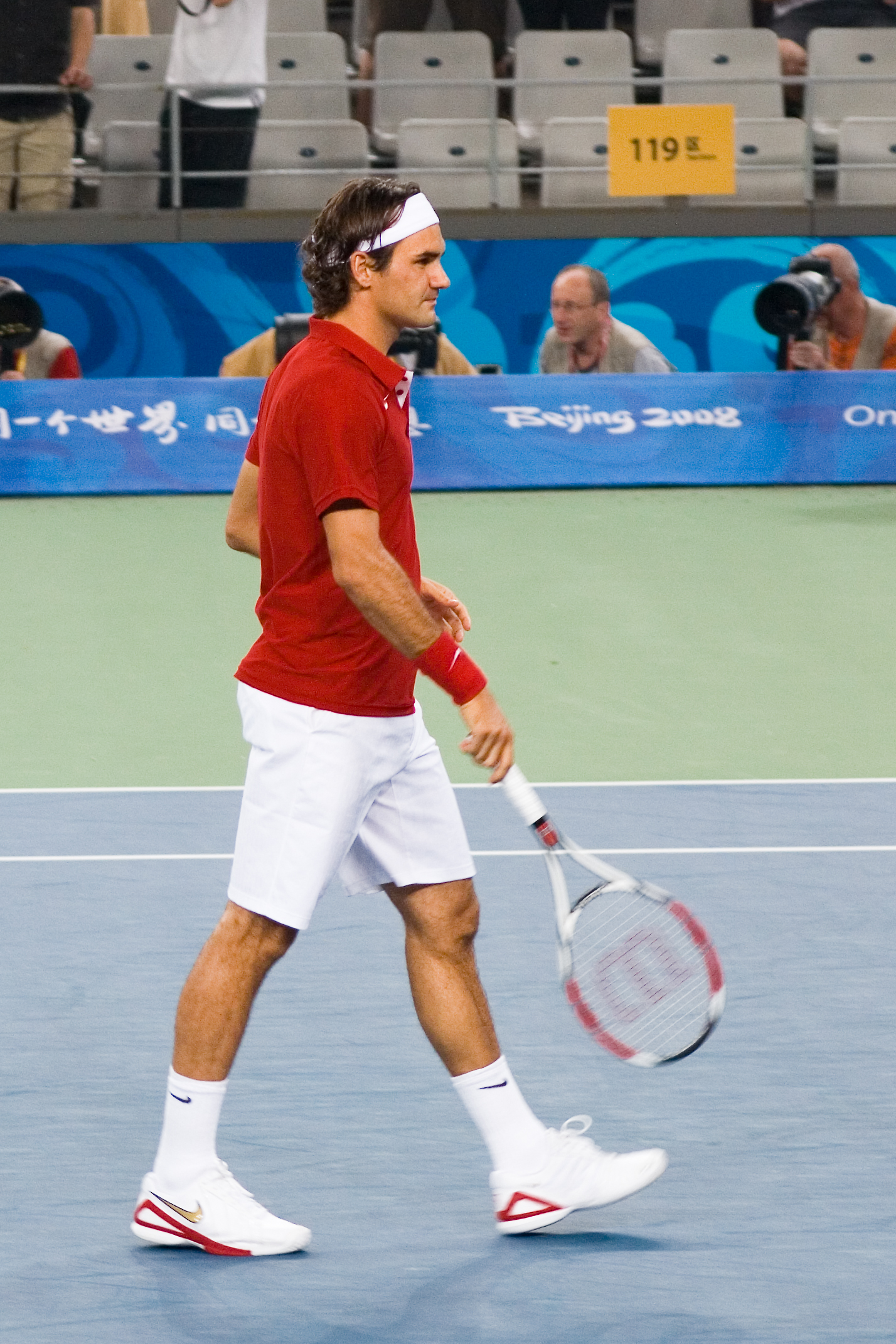
Олимпийский чемпион в мужском парном разряде Роджер Федерер

Соревнования по теннису прошли с 10 по 17 августа в Олимпийском зелёном теннисном центре. 176 спортсменов из 49 стран разыграли четыре комплекта наград, по два среди мужчин и женщин. Каждая страна имела право заявить 6 женщин и 6 мужчин, при этом в одиночном разряде каждая страна должна иметь не больше 4 спортсменов, а в парном разряде не больше 2 пар.
Больше всех медалей выиграли представители сборной России благодаря выигрышу всех трёх медалей в женском одиночном разряде. После выигранной золотой медали в женском парном разряде американка Винус Уильямс стала трёхкратной олимпийской чемпионкой. В одиночном разряде среди мужчин первенствовал испанец Рафаэль Надаль.

### Тхэквондо

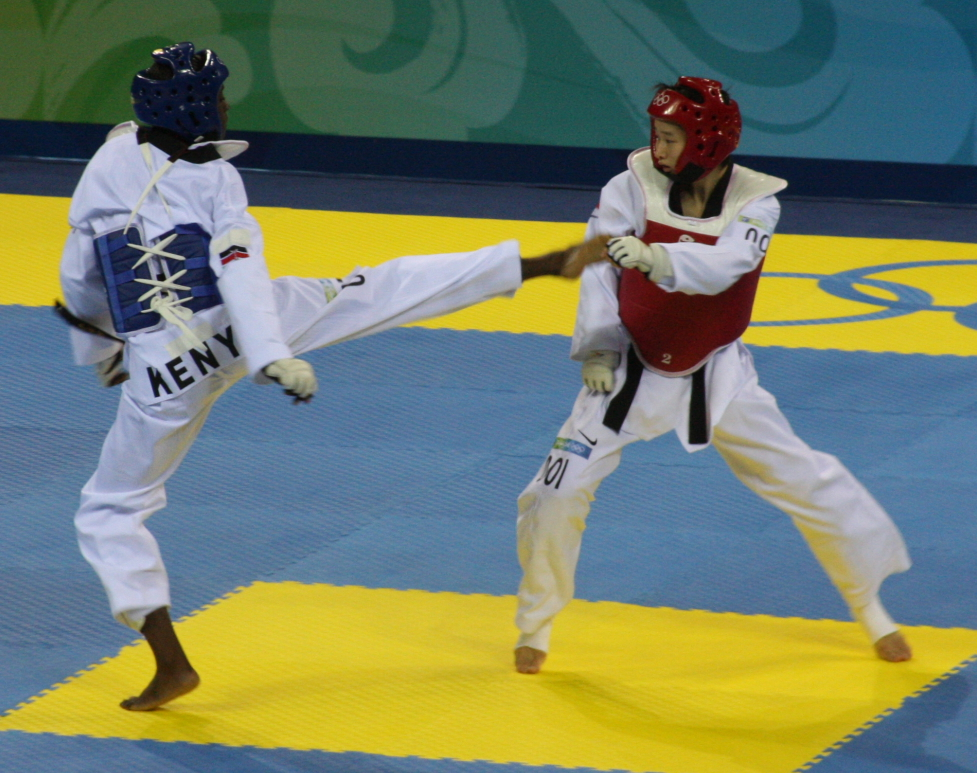
Китаянка У Цзинъюй (справа) побеждает в первом раунде кенийку Милдред Аланго (слева)

Соревнования по тхэквондо на играх проходили с 20 по 23 августа во Дворце спорта Пекинского научно-технологического университета. 128 спортсменов из 64 стран разыграли восемь комплектов медалей, по четыре среди мужчин и женщин. Лучшего результата добились спортсмены сборной Южной Кореи, выигравшие четыре золотые награды, следом за ними расположились представители Мексики, завоевавшие две золотые медали. Турнир тхэквондистов был омрачён скандалом. В поединке за третье место между кубинцем Анхелеа Матосом и казахским спортсменом Арманом Чилмановым при счёте 3:2 в свою пользу кубинец получил травму и попросил медицинской помощи. По правилам тхэквондо, спортсмены могут брать минутный перерыв, и когда через 60 секунд Матос не возобновил поединок, шведский рефери Шакир Шельбат объявил победителем Чилманова. После этого кубинец сначала толкнул одного из боковых судей, а затем нанёс удар ногой в голову Шелбату, разбив рефери губу. Затем Матос плюнул на ковёр и был выдворен из зала. Всемирная федерация тхэквондо (WTF) приняла решение о пожизненной дисквалификации спортсмена.

### Тяжёлая атлетика
Соревнования по тяжёлой атлетике проходили с 9 по 19 августа во Дворец спорта Пекинского авиационно-космического университета. Было разыграно 15 комплектов наград. Восемь комплектов было разыграно среди мужчин и семь среди женщин. Больше всех золотых наград выиграли тяжелоатлеты Китая. В ходе соревнований было установлено пять мировых рекордов, три из которых установила южнокорейская спортсменка Чан Ми Ран.
В большинстве весовых категорий (у женщин — во всех) целый ряд призёров был дисквалифицирован в течение 2016 года в результате перепроверки допинг-проб. По количеству дисквалифицированных призёров соревнования по тяжёлой атлетике в Пекине почти не имеют аналогов в олимпийской истории. Кроме призёров был дисквалифицирован целый ряд других спортсменов.

### Фехтование
Соревнования по фехтованию прошли с 9 по 17 августа во Дворце фехтования Государственного конференц-центра. 212 спортсменов из 45 стран разыграли десять комплектов медалей. Пять среди мужчин и ровно столько же среди женщин. Каждый Национальный олимпийский комитет мог представить до трёх спортсменов для каждого вида оружия, если для него устраиваются командные соревнования, и до двух, если только индивидуальные.
Лучше других в фехтовальном турнире выступили сборные Франции, Италии и Германии, выигравшие по две золотые награды. Следует отметить успех итальянской фехтовальщицы Валентины Веццали, которая, выиграв золотую медаль среди рапиристок, стала пятикратной олимпийской чемпионкой.

### Футбол

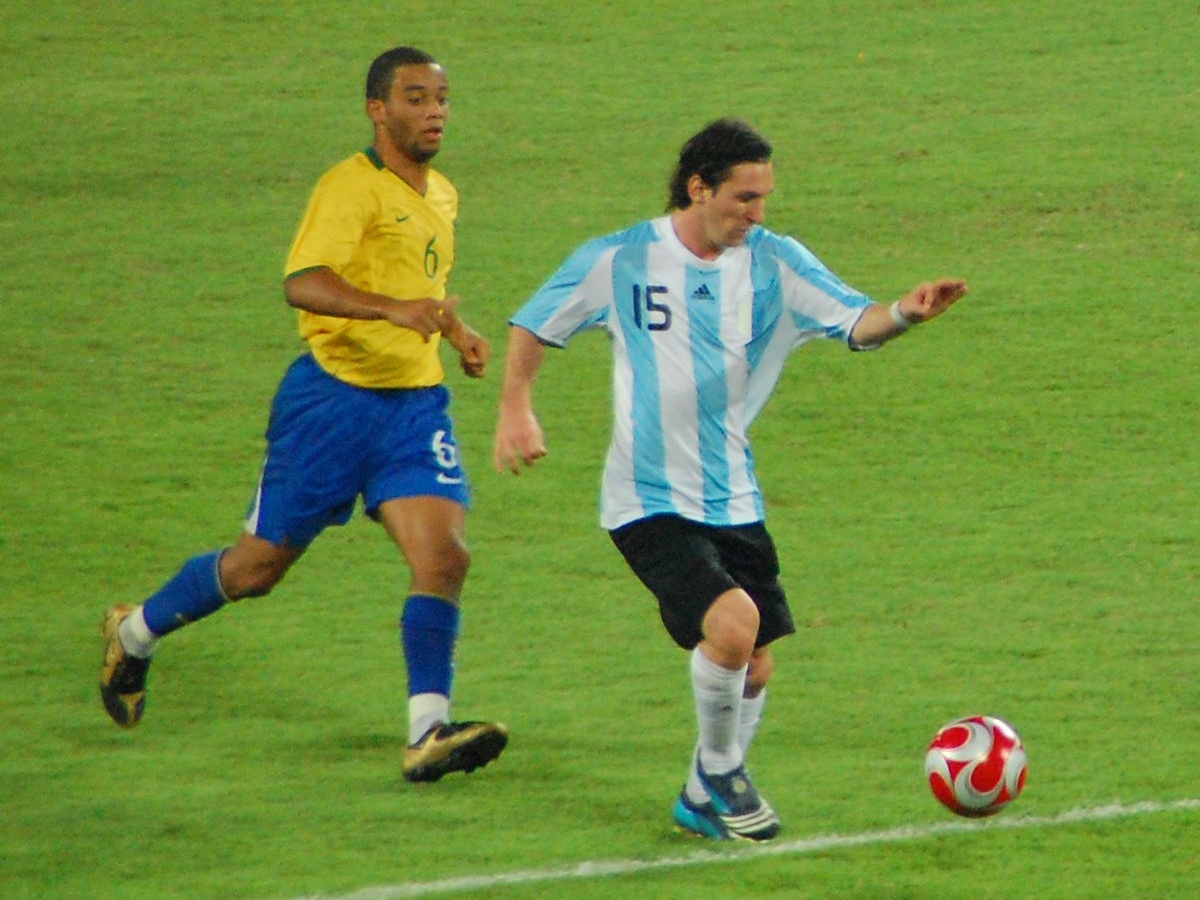
Лионель Месси в Пекине выиграл один из главных трофеев в своей карьере. На фото аргентинец обыгрывает бразильца Марсело во время полуфинального матча

Олимпийский футбольный турнир прошёл с 6 по 23 августа на стадионах Пекина и ряде других городов Китая. Участие в футбольном турнире приняли мужские и женские сборные стран-членов ФИФА, прошедшие отборочные состязания. У мужчин приняли участие 16 команд, а у женщин их количество по сравнению с прошлыми Играми увеличилось до 12. Соревнования в групповом этапе начались 6 августа, за два дня до официального открытия Олимпийских игр, а финалы прошли 21 августа у женщин и 23 у мужчин. В женском соревновании приняли участие национальные сборные стран. В мужском турнире участвовали олимпийские сборные (18 игроков, из которых 15 должны быть рождены позже 1 января 1985 года, а также в составе должно быть не менее двух вратарей). Олимпийскими чемпионами среди мужских сборных, как и четыре года назад, стала сборная Аргентины, победившая в финальном матче со счётом 1:0 сборную Нигерии, победный гол забил полузащитник португальской «Бенфики» Анхель Ди Мария после паса Лионеля Месси, бронзовую медаль завоевали футболисты из Бразилии. Лучшим бомбардиром турнира с четырьмя голами стал итальянец Джузеппе Росси. Золото среди женских сборных выиграла команда США, обыгравшая в финале бразильянок с тем же счётом 1:0, бронза досталась сборной Германии.

### Хоккей на траве
Соревнования по хоккею на траве проходили с 10 по 23 августа 2008 года, разыграно два комплекта медалей — в соревнованиях мужских и женских сборных. В турнире приняли участие 12 мужских и 12 женских сборных (количество участниц женского турнира было увеличено на 2 сборные в сравнению с играми четырёхлетней давности). В соревновании мужчин лучшими стали хоккеисты Германии, переигравшие в финальном поединке сборную Испании, Австралийцы остались на третьем месте. В женской части турнира победительницами стали хоккеистки Нидерландов, сборная Китая на втором месте, Аргентина — третья.

## Календарь
Официальный календарь летних Олимпийских игр 2008:
| ● | Церемония открытия | ● | Квалификация соревнований | ● | Финалы соревнований | ● | Церемония закрытия |

| Август                      | Август                      | 6 | 7 | 8 | 9 | 10 | 11 | 12 | 13 | 14 | 15 | 16 | 17 | 18 | 19 | 20 | 21 | 22 | 23 | 24 | Медали |
| --------------------------- | --------------------------- | - | - | - | - | -- | -- | -- | -- | -- | -- | -- | -- | -- | -- | -- | -- | -- | -- | -- | ------ |
| Церемонии                   | Церемонии                   |   |   | ● |   |    |    |    |    |    |    |    |    |    |    |    |    |    |    | ●  |        |
| Академическая гребля        | Академическая гребля        |   |   |   |   |    |    |    |    |    |    | 7  | 7  |    |    |    |    |    |    |    | 14     |
| Бадминтон                   | Бадминтон                   |   |   |   |   |    |    |    |    |    | 1  | 2  | 2  |    |    |    |    |    |    |    | 5      |
| Баскетбол                   | Баскетбол                   |   |   |   |   |    |    |    |    |    |    |    |    |    |    |    |    |    | 1  | 1  | 2      |
| Бейсбол                     | Бейсбол                     |   |   |   |   |    |    |    |    |    |    |    |    |    |    |    |    |    | 1  |    | 1      |
| Бокс                        | Бокс                        |   |   |   |   |    |    |    |    |    |    |    |    |    |    |    |    |    | 5  | 6  | 11     |
| Борьба                      | Борьба                      |   |   |   |   |    |    | 2  | 2  | 3  |    | 2  | 2  |    | 2  | 2  | 3  |    |    |    | 18     |
| Велоспорт                   | Велоспорт                   |   |   |   | 1 | 1  |    |    | 2  |    | 1  | 3  | 1  | 2  | 3  |    | 2  | 1  | 1  |    | 18     |
| Водное поло                 | Водное поло                 |   |   |   |   |    |    |    |    |    |    |    |    |    |    |    | 1  |    |    | 1  | 2      |
| Волейбол                    | Волейбол                    |   |   |   |   |    |    |    |    |    |    |    |    |    |    |    | 1  | 1  | 1  | 1  | 4      |
| Гандбол                     | Гандбол                     |   |   |   |   |    |    |    |    |    |    |    |    |    |    |    |    |    | 1  | 1  | 2      |
| Гребля на байдарках и каноэ | Гребля на байдарках и каноэ |   |   |   |   |    |    | 2  |    |    | 2  |    |    |    |    |    |    | 6  | 6  |    | 16     |
| Дзюдо                       | Дзюдо                       |   |   |   | 2 | 2  | 2  | 2  | 2  | 2  | 2  |    |    |    |    |    |    |    |    |    | 14     |
| Конный спорт                | Конный спорт                |   |   |   |   |    |    | 2  |    | 1  |    |    |    | 1  | 1  |    | 1  |    |    |    | 6      |
| Лёгкая атлетика             | Лёгкая атлетика             |   |   |   |   |    |    |    |    |    | 2  | 4  | 6  | 6  | 5  | 3  | 6  | 7  | 7  | 1  | 47     |
| Настольный теннис           | Настольный теннис           |   |   |   |   |    |    |    |    |    |    |    | 1  | 1  |    |    |    | 1  | 1  |    | 4      |
| Парусный спорт              | Парусный спорт              |   |   |   |   |    |    |    |    |    |    | 2  | 1  | 2  | 2  | 2  | 2  |    |    |    | 11     |
| Плавание                    | Плавание                    |   |   |   |   | 4  | 4  | 4  | 4  | 4  | 4  | 4  | 4  |    |    | 1  | 1  |    |    |    | 34     |
| Прыжки в воду               | Прыжки в воду               |   |   |   |   | 1  | 1  | 1  | 1  |    |    |    | 1  |    | 1  |    | 1  |    | 1  |    | 8      |
| Прыжки на батуте            | Прыжки на батуте            |   |   |   |   |    |    |    |    |    |    |    |    | 1  | 1  |    |    |    |    |    | 2      |
| Синхронное плавание         | Синхронное плавание         |   |   |   |   |    |    |    |    |    |    |    |    |    |    | 1  |    |    | 1  |    | 2      |
| Современное пятиборье       | Современное пятиборье       |   |   |   |   |    |    |    |    |    |    |    |    |    |    |    | 1  | 1  |    |    | 2      |
| Софтбол                     | Софтбол                     |   |   |   |   |    |    |    |    |    |    |    |    |    |    |    | 1  |    |    |    | 1      |
| Спортивная гимнастика       | Спортивная гимнастика       |   |   |   |   |    |    | 1  | 1  | 1  | 1  |    | 4  | 3  | 3  |    |    |    |    |    | 14     |
| Стрельба                    | Стрельба                    |   |   |   | 2 | 2  | 2  | 2  | 1  | 2  | 1  | 2  | 1  |    |    |    |    |    |    |    | 15     |
| Стрельба из лука            | Стрельба из лука            |   |   |   |   | 1  | 1  |    |    | 1  | 1  |    |    |    |    |    |    |    |    |    | 4      |
| Теннис                      | Теннис                      |   |   |   |   |    |    |    |    |    |    | 2  | 2  |    |    |    |    |    |    |    | 4      |
| Триатлон                    | Триатлон                    |   |   |   |   |    |    |    |    |    |    |    |    | 1  | 1  |    |    |    |    |    | 2      |
| Тхэквондо                   | Тхэквондо                   |   |   |   |   |    |    |    |    |    |    |    |    |    |    | 2  | 2  | 2  | 2  |    | 8      |
| Тяжёлая атлетика            | Тяжёлая атлетика            |   |   |   | 1 | 2  | 2  | 2  | 2  |    | 2  | 1  | 1  | 1  | 1  |    |    |    |    |    | 15     |
| Фехтование                  | Фехтование                  |   |   |   | 1 | 1  | 1  | 1  | 2  | 1  | 1  | 1  | 1  |    |    |    |    |    |    |    | 10     |
| Футбол                      | Футбол                      |   |   |   |   |    |    |    |    |    |    |    |    |    |    |    | 1  |    | 1  |    | 2      |
| Хоккей на траве             | Хоккей на траве             |   |   |   |   |    |    |    |    |    |    |    |    |    |    |    |    | 1  | 1  |    | 2      |
| Художественная гимнастика   | Художественная гимнастика   |   |   |   |   |    |    |    |    |    |    |    |    |    |    |    |    |    | 1  | 1  | 2      |
| Медали                      | Медали                      |   |   |   | 7 | 14 | 13 | 19 | 17 | 17 | 16 | 30 | 34 | 18 | 20 | 11 | 23 | 20 | 31 | 12 | 302    |
| Август                      | Август                      | 6 | 7 | 8 | 9 | 10 | 11 | 12 | 13 | 14 | 15 | 16 | 17 | 18 | 19 | 20 | 21 | 22 | 23 | 24 |        |

Церемония открытия Олимпийских игр прошла 8 августа 2008 года, однако соревнования по футболу начались уже 6 августа, на два дня раньше официальной церемонии.
8 августа 2007 года в 08:08:08 по местному времени часы, установленные на центральной площади Пекина, начали отсчитывать оставшиеся дни до открытия Олимпиады.

## Страны-участницы

Страны — участницы Олимпийских игр
Голубой — участвовавшие в первый раз
Зелёный — участвовавшие не впервые
Серый — не участвовавшие
Жёлтый — Пекин

В играх принимали участие 204 страны из 205 участвовавших в церемонии открытия. 8 августа Международный олимпийский комитет снял с Олимпиады сборную команду Брунея, национальный олимпийский комитет которого не зарегистрировал своих спортсменов для участия в соревнованиях. Общее количество участвующих атлетов — 11 028. Самой многочисленной командой являлась сборная Китая (639 человек). Сборные некоторых стран состояли только из одного спортсмена.
В соревнованиях впервые принимали участие сборные трёх стран: Маршалловых Островов, Черногории и Тувалу. В феврале 2006 года Международный олимпийский комитет официально утвердил членство Маршалловых Островов в МОК. 6 июля 2007 года были приняты Тувалу, а также Черногория, получившая независимость от Сербии.
Правительствами Северной и Южной Кореи обсуждалась возможность формирования объединённой команды, но из-за разногласий по поводу формирования состава команд (Южная Корея предлагала отбирать спортсменов в процентном соотношении, а Северная настаивала на равном количестве атлетов от обеих стран) стороны не смогли прийти к соглашению.
24 июля 2008 года МОК объявил о запрете на участие в Олимпиаде сборной Ирака в связи со вмешательством властей страны в работу национального олимпийского комитета. Однако 29 июля было решено, что четверо спортсменов всё-таки смогут принять участие при условии, что после Игр будет сформирован новый Олимпийский комитет.
9 августа олимпийская сборная Грузии, после встречи с женой президента Грузии (Михаила Саакашвили) Сандрой Рулофс, решила покинуть Олимпиаду в Пекине из-за начавшейся в их стране войны. НОК Грузии, в соответствии с Олимпийским уставом, мог быть дисквалифицирован на восемь лет. Однако, по просьбе Саакашвили, сборная всё-таки осталась на соревнованиях.

## Церемония закрытия
Торжественная церемония закрытия XXIX летних Олимпийских игр проходила на главном пекинском стадионе «Птичье гнездо» в присутствии 100 000 человек. Президент Международного олимпийского комитета (МОК) Жак Рогге объявил Олимпиаду-2008 закрытой, после чего на стадионе начался торжественный парад сборных участниц игр, первыми на дорожки вышли спортсмены Греции, страны — родоначальницы Игр. После завершения парада на стадионе был спущен олимпийский флаг, действие сопровождалось фейерверком в виде пяти олимпийских колец. Далее флаг был передан мэру Лондона Борису Джонсону как представителю города, в котором пройдут следующие летние Олимпийские игры. На Олимпийскую арену выехал традиционный лондонский двухэтажный автобус. Певица Леона Льюис исполнила композицию Whole Lotta Love с альбома Led Zeppelin II 1969 года. Вместе с Льюис на сцене появились легендарный участник Led Zeppelin — музыкант Джимми Пэйдж и футболист Дэвид Бекхэм. Далее 7000 китайских актёров показали костюмированное представление. Украшением церемонии стал дуэт испанского тенора Пласидо Доминго и китайской певицы Сун Цзуин. Вместе они исполнили песню «Пламя любви». Закончилась торжественная церемония продолжительным фейерверком.

## Медальный зачёт
Ниже показаны результаты десяти первых команд (жирным выделено наибольшее количество медалей в своей категории):

Жирным выделено наибольшее количество медалей в своей категории; страна-организатор также выделена.
|       | Общее количество медалей | Общее количество медалей | Общее количество медалей | Общее количество медалей | Всего |
| Место | Страна                   | Золото                   | Серебро                  | Бронза                   | Всего |
| ----- | ------------------------ | ------------------------ | ------------------------ | ------------------------ | ----- |
| 1     | Китай                    | 48                       | 22                       | 30                       | 100   |
| 2     | США                      | 36                       | 39                       | 37                       | 112   |
| 3     | Россия                   | 24                       | 13                       | 23                       | 60    |
| 4     | Великобритания           | 19                       | 13                       | 19                       | 51    |
| 5     | Германия                 | 16                       | 11                       | 14                       | 41    |
| 6     | Австралия                | 14                       | 15                       | 17                       | 46    |
| 7     | Республика Корея         | 13                       | 11                       | 8                        | 32    |
| 8     | Япония                   | 9                        | 8                        | 8                        | 25    |
| 9     | Италия                   | 8                        | 9                        | 10                       | 27    |
| 10    | Франция                  | 7                        | 16                       | 20                       | 43    |

## Борьба с допингом
Новые правила Всемирного антидопингового агентства (ВАДА) вступили в действие с момента открытия в китайской столице Олимпийской деревни. На Играх тесты на наличие в организме спортсмена запрещённых препаратов могли проводиться несколько раз в день. Нарушителями правил ВАДА считались атлеты, которые дважды пропустили тестирование во время Олимпиады, а также все те, кто игнорировал сдачу анализов в последние 18 месяцев.

### Допинг-скандалы
31 июля 2008 года, почти за неделю до открытия Игр, Международная Ассоциация легкоатлетических федераций отстранила от участия на Олимпиаде и во всех других спортивных соревнованиях пять российских легкоатлеток — членов олимпийской сборной России. Это Татьяна Томашова, Юлия Фоменко, Елена Соболева, Дарья Пищальникова и Гульфия Ханафеева. Указанная причина — несовпадение ДНК спортсменок в анализах допинг-проб 2007 года.
За использование допинга была снята с соревнований испанская велогонщица Мария Исабель Морено (положительный результат на эритропоэтин), а северокорейский стрелок Ким Чон Су, был лишён двух медалей в пулевой стрельбе. Украинская спортсменка Людмила Блонская за использование допинга лишена серебряной медали в легкоатлетическом семиборье и отстранена от участия в финале соревнований по прыжкам в длину.

## СМИ
XXIX Олимпиада стала первой, которая была полностью транслирована в формате телевидения высокого разрешения. Трансляции соревнований собрали 4,7 млрд зрителей у экранов. На презентации заявки Пекина в 2001 году перед членами оценочной комиссии МОК организаторы пообещали, что не будет никаких ограничений для работы и передвижения журналистов до и после соревнований, обещания были выполнены. Доступ к Интернету для представителей СМИ на территории Китая был свободным, за исключением сайтов, направленных на подрыв политического строя Китая или «ориентированных против национальных интересов».
Согласно статистике американского агентства Dow Jones Index Insight, Усэйн Болт — трёхкратный рекордсмен мира и трёхкратный олимпийский чемпион в лёгкой атлетике с Ямайки — стал самым упоминаемым в печатных англоязычных СМИ участником на Олимпийских играх в Китае.
| Список телерадиовещателей Олимпиады | Список телерадиовещателей Олимпиады | Список телерадиовещателей Олимпиады |
| Страна                              | Организация | HDTV |
| ----------------------------------- | --- | --- |
| Австралия                           | Seven Network (Все соревнования), SBS (Часть соревнований) | Seven HD |
| Австрия                             | ORF | ORF 1 HD |
| Аргентина                           | Canal 7, TyC Sports | |
| Беларусь                            | Белтелерадиокомпания : Первый канал и ЛАД | |
| Бельгия                             | VRT | Één HD |
| Болгария                            | БНТ | |
| Босния и Герцеговина                | BHRT | |
| Бразилия                            | Бесплатные: Rede Globo Rede Bandeirantes Кабельные и спутниковые: Sportv (5 каналов) Band Sports ESPN ESPN Brasil Интернет-вещание: Terra Networks                        | Бесплатные: Rede Globo Rede Bandeirantes Кабельные и спутниковые: Sportv HD Globosat HD                                                              |
| Великобритания                      | BBC, Sky Sport | BBC HD |
| Венгрия                             | MTV | m1 HD, m2 HD |
| Венесуэла                           | Venevision, Meridiano TV, TVES | |
| Вьетнам                             | VTV | |
| Германия                            | ARD, ZDF | Anixe HD |
| Гонконг                             | ATV, TVB | TVB HD ATV HD |
| Греция                              | ERT | |
| Дания                               | DR, TV 2 | |
| Европейский союз                    | Eurosport | Eurosport HD |
| Израиль                             | Телетрансляция: Channel 1 Sport 5 (Включая Sport 5+, Sport5+ Live и Sport5+ Gold) Интернет-вещание: sport5.co.il Трансляция по сотовой связи: Pelephone, Orange и Cellcom | Кабельные и спутниковые: Sport 5HD |
| Индия                               | Doordarshan | |
| Иран                                | Channel 3 | |
| Ирландия                            | RTÉ | |
| Испания                             | TVE | |
| Италия                              | RAI (Rai Due) | |
| Индонезия                           | TVRI | |
| Канада                              | CBC, Radio-Canada, bold, TSN, RDS | CBC HD, Radio-Canada HD, TSN HD, RDS HD |
| Катар                               | Al Jazeera Sports | Al Jazeera Sports HD |
| Китай                               | CCTV Интернет-вещание: Sohu.com | Olympics HD Channel |
| Колумбия                            | Телетрансляция: Señal Colombia, Caracol TV, RCN TV Интернет-вещание: Terra Networks                                                                                       | |
| Латвия                              | LTV, LTV1 (церемонии открытия и закрытия) | |
| Литва                               | LRT | |
| Северная Македония                  | МРТ | |
| Малайзия                            | Astro, RTM | |
| Мексика                             | Televisa, TV Azteca | |
| Молдова                             | TRM | |
| Монголия                            | UBS, MNB, Channel 25, TV5, TV9, NTV | |
| Нидерланды                          | NPO/NOS | Nederland 1 HD |
| Новая Зеландия                      | TVNZ, TVNZ Sport Extra | TV ONE HD |
| Норвегия                            | NRK | |
| ОАЭ                                 | Dubai Sports Channel, Abu Dhabi Sports Channel | |
| Перу                                | ATV | |
| Польша                              | TVP | TVP HD |
| Португалия                          | RTP | RTP HD |
| Россия                              | ВГТРК:Россия, Спорт, Вести, Первый канал, НТВ Плюс | НТВ Плюс HD Спорт |
| Румыния                             | TVR | TVR HD |
| Сербия                              | | РТС 1, РТС2 |
| Сингапур                            | StarHub CableTV, MediaCorp TV | MediaCorp TV HD5 |
| Словакия                            | STV | |
| Словения                            | RTV Slovenija | RTV Slovenija HD Test |
| США                                 | NBC, CNBC, MSNBC, NBC Soccer Channel, NBC Basketball Channel, Oxygen, USA Network, Telemundo                                                                              | CNBC HD, NBC HD, Universal HD, USA HD |
| Таиланд                             | TVPOOL и NBT | |
| Китайская Республика                | CTV, CTS, FTV, TTV | |
| Турция                              | TRT | |
| Украина                             | НТКУ | |
| Филиппины                           | Кабельные: Solar Sports, Basketball TV, Jack TV Бесплатные: C/S, ETC, 2nd Avenue                                                                                          | |
| Финляндия                           | YLE/, FST5, Urheilukanava | Digita, Canal Digital и Saunalahti |
| Франция                             | France Télévisions | |
| Хорватия                            | HRT | |
| Черногория                          | RTCG | |
| Чехия                               | ČT | |
| Чили                                | TVN, Canal 13 | |
| Швеция                              | SVT1 , SVT24, SR P4 , Viasat Sport 1 Интернет-вещание: SR, SVT Play Трансляция по сотовой связи: Tele2                                                                    | SVT HD |
| Шри-Ланка                           | Rupavahini | |
| Эритрея                             | Eri-TV | |
| Эстония                             | ETV, ETV2 | |
| ЮАР                                 | SABC, SuperSport: SSX, SSX2, SS5, SS6 (Gold), SS7 | SuperSport HD |
| Республика Корея                    | KBS,MBC,SBS | KBS1 HD, KBS2 HD, MBC HD, SBS HD |
| Япония                              | NHK, Nippon TV, Fuji TV, TV Asahi, TV Tokyo, TBS | NHK Hi-Vision (NHK G и BS-hi), Nittele HD, Fuji TV HD, TV Asahi HD, TV Tokyo Hi-Vision, TBS Hi-Vision, BS Nittele, BS Fuji, BS Asahi, BS Japan, BS-i |